# Кату (народ)
Кату, кту (вьет. Cơ Tu, устаревшие названия — кхату, као, гао (Gao), ха (Hạ), фыонг (Phương) и др.) — катуйский народ, один из тхыонгов. Место обитания — горы центрального Вьетнама, провинции Тхыатхьен-Хюэ и Куангнам, и приграничные с Вьетнамом земли лаосских провинций Саваннакхет и Секонг. Говорят на идиомах катуйского диалектного континуума (восточно- и западнокатуйском), а также лаосском и вьетнамском языках.
Прародина кату находится в горах Юньнани, они осели в густых лесах в горах Чыонгшон и стали заниматься переложным земледелием, выращивая на своих полях рис и маниок, а также добывая мёд и другие продукты питания в лесу. После Вьетнамской войны многие кату спустились ближе к дорогам и начали возделывать заливные рисовые поля, однако большинство продолжает сочетать различные виды сельскохозяйственной обработки земель. Традиционная система землевладения предполагает, что землёй завладевает первый поджёгший на ней растительность мужчина. Перед началом полевых работ проводят различные ритуалы.
Поселение кату традиционно состояло из 1—2 стоящих на сваях длинных домов, которые к тому же покидали раз в 5—10 лет; позже его средний размер увеличился до 4—8, а крупные деревни имеют до 30 домов. Жилища стоят кольцом вокруг общинного дома (гыола), перед которым находится жертвенный столб, используемый в жертвоприношениях домашней птицы и скота. Управляет поселением пожилой мужчина.
Развиты декоративно-прикладные и музыкальное искусства: плетение корзин, ткачество, гончарное дело, архитектура, резьба по дереву, пение, танцы, игра на флейте и барабане.
Традиционная религия кату требует постоянного проведения жертвоприношений для задабривания духов: жертв требуют все этапы строительства и сухой культивации риса, особенно первая расчистка участка; произошедшая с кем-либо из поселения смерть от травмы или болезни и принятие любого важного решения. Обычная жертва — петух, более крупных животных жертвуют в случае более важных событий. После 1945 года самой большой жертвой у кату стал буйвол, до этого времени они занимались охотой за головами. В XXI веке кату постепенно отходят от соблюдения табу и реже проводят ритуалы (хотя жертвоприношения буйволов продолжают проводить).
У кату сохраняются артефакты культуры Бронзового века: они носят набедренные повязки, подпиливают и чернят зубы, охотятся с арбалетами, в которые вкладывают отравленные стрелы.

## История

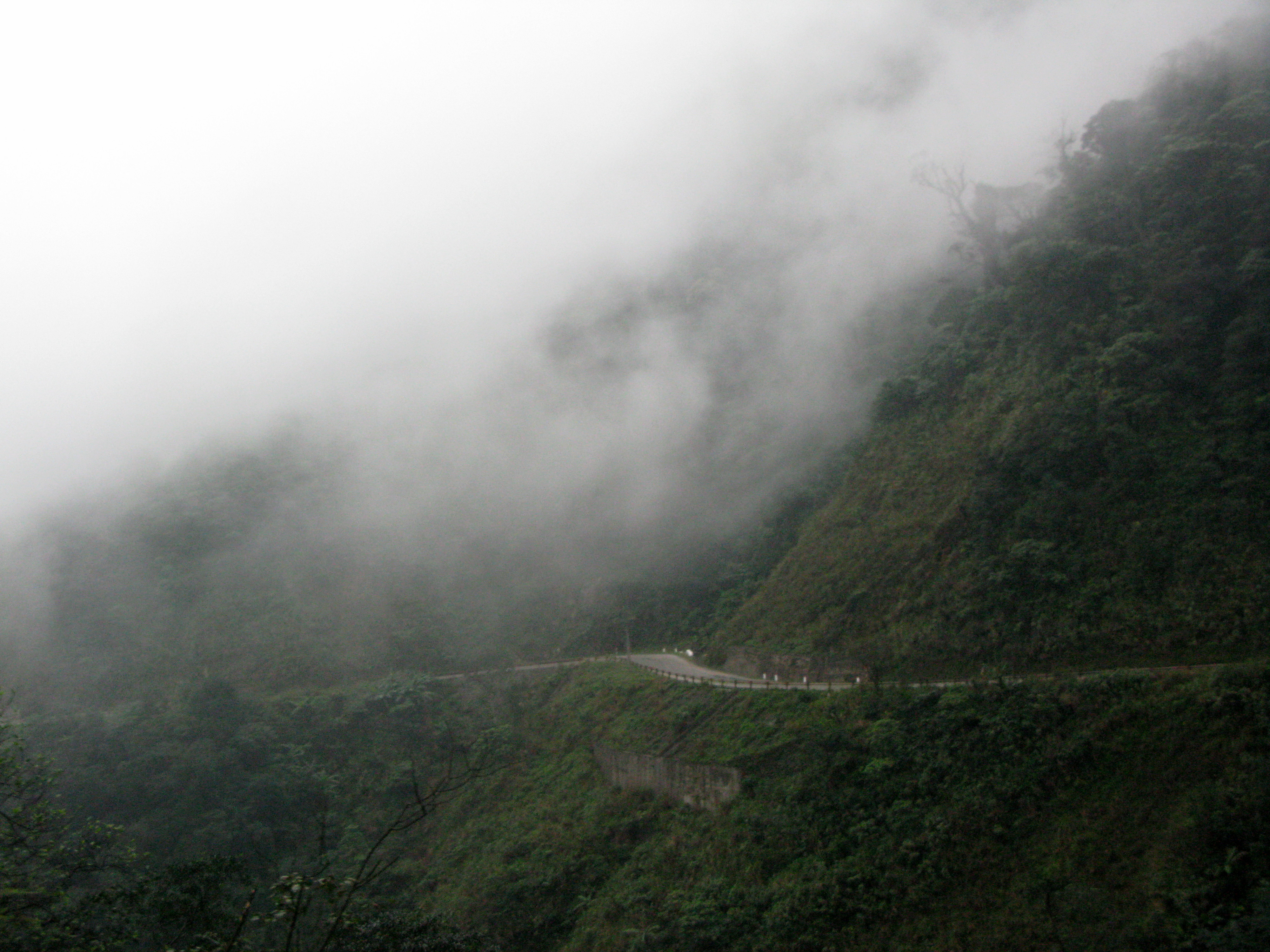
Густые горные леса на границе Вьетнама и Лаоса, традиционное место обитания кату

Название «кату» на языке кату означает «дикие» и, видимо, было дано им соседями, которых они терроризировали. Сами кату интерпретируют это слово иначе: «люди, живущие на высоте, в горах». Жан Ле Пишон (фр. Jean Le Pichon) сообщал в 1937 году, что кату именуют себя mnuih, а в современном катуйском языке manứih ([manɯih]) означает «люди». Вьетнамские названия кату «као» и «тхап», использовавшиеся ранее, означают «верхние» и «нижние», указывая на этнографические группы высокогорных и долинных кату. В Лаосе высокогорные кату именуются «атауат», а низинные — «нгунг-бо», они населяют притоки в верховьях реки Секонг.

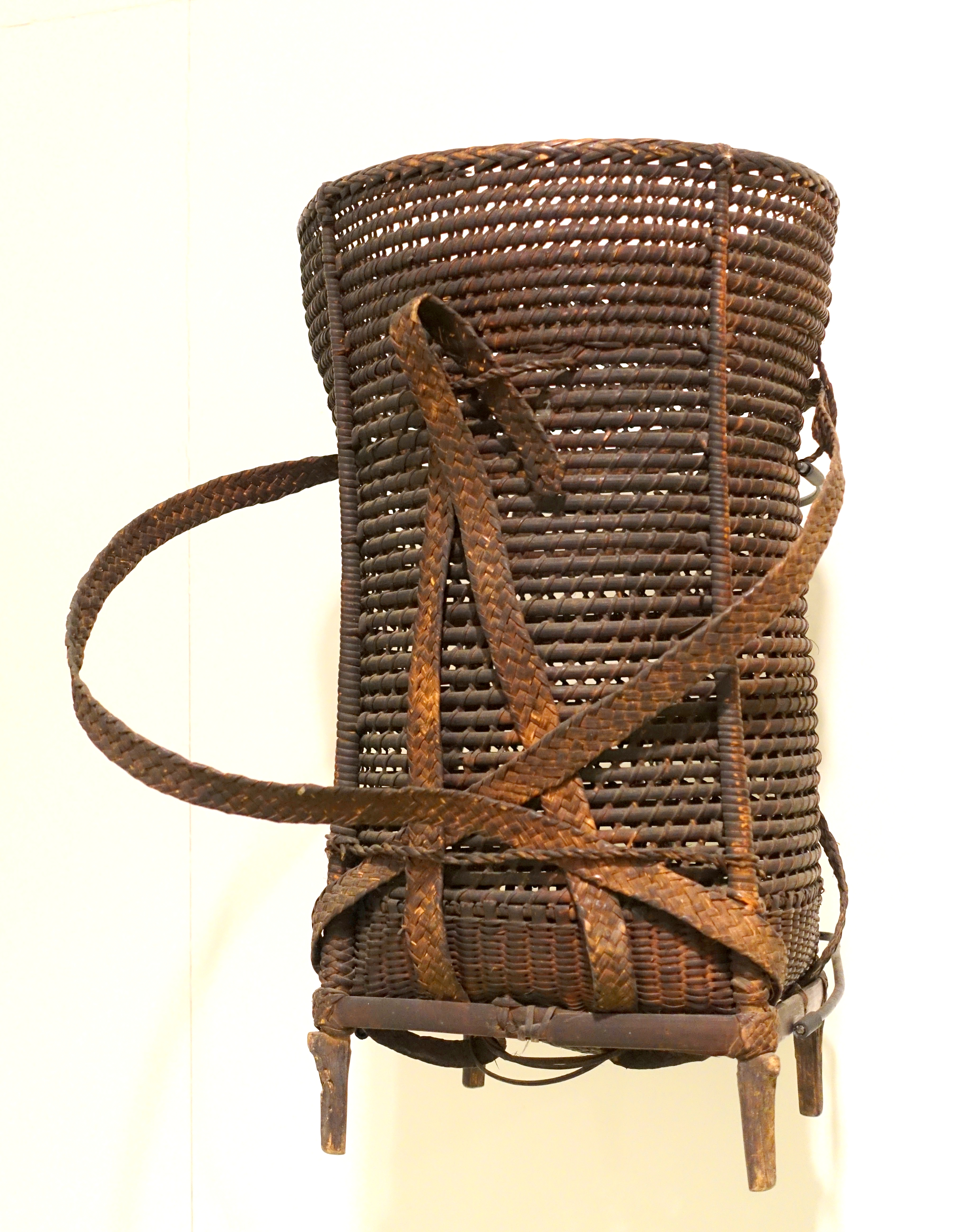
Заплечная корзина кату, талет

Неизвестно, откуда кату пришли во Вьетнам, их собственные легенды говорят, что этот народ когда-то населял берега притоков Меконга на территории современной Юньнани; если это действительно так, то они спустились на юг либо по долине Меконга, либо по берегу, а затем оказались вытеснены назад в горы. Археологические данные свидетельствуют о том, что вьетские и катуйские народы действительно расселились по обе стороны гор Чыонгшон из дельты Красной реки между 1000 годом до н. э. и 300 годом н. э. в поисках плодородных земель. Вьеты из Куангбиня, Куангчи и Тхыатхьен-Хюэ сохраняют примечательную традицию: они изготавливают из ствола банана корзину и кладут в неё подношения «духам аборигенов» (вьет. ma mọi, ма мой), солёную рыбу, варёные овощи и рыбную пасту. Эти продукты кату употребляют до сих пор, а корзина представляет собой разновидность заплечных корзин, которыми пользуются кату. Эта церемония по-видимому появилась ещё до того, как кату из этих мест вытеснили вьеты и тямы.
До XX века о кату было мало что известно, помимо того, что они периодически устраивают набеги на поселения других народов и других кату. Французские разведывательные операции входили на земли кату ещё в конце XIX века, но до 1935 года им не удавалось встретиться с кату лицом к лицу. Жан Ле Пишон занимался поисками народа легендарных охотников за людьми в 1930-х годах: кату были последним народом Вьетнама, практиковавшим охоту за головами, которая сильно ухудшила отношения вьетов и зе-ченгов к этому народу. Вьетнамские хроники середины XIX столетия указывают на то, что в правление Нгуен Тхань-то и Нгуен Хьен-то (1819—1847 годы) набеги кату стали настолько невыносимы для соседей, что правительству пришлось высылать им подарки и упрашивать оставить вьетов в покое. Нападения на деревни кату не приводили к ощутимым результатам, так как они не вступали в бой, а просто покидали место жительства и основывали новое поселение вдали от предыдущего.

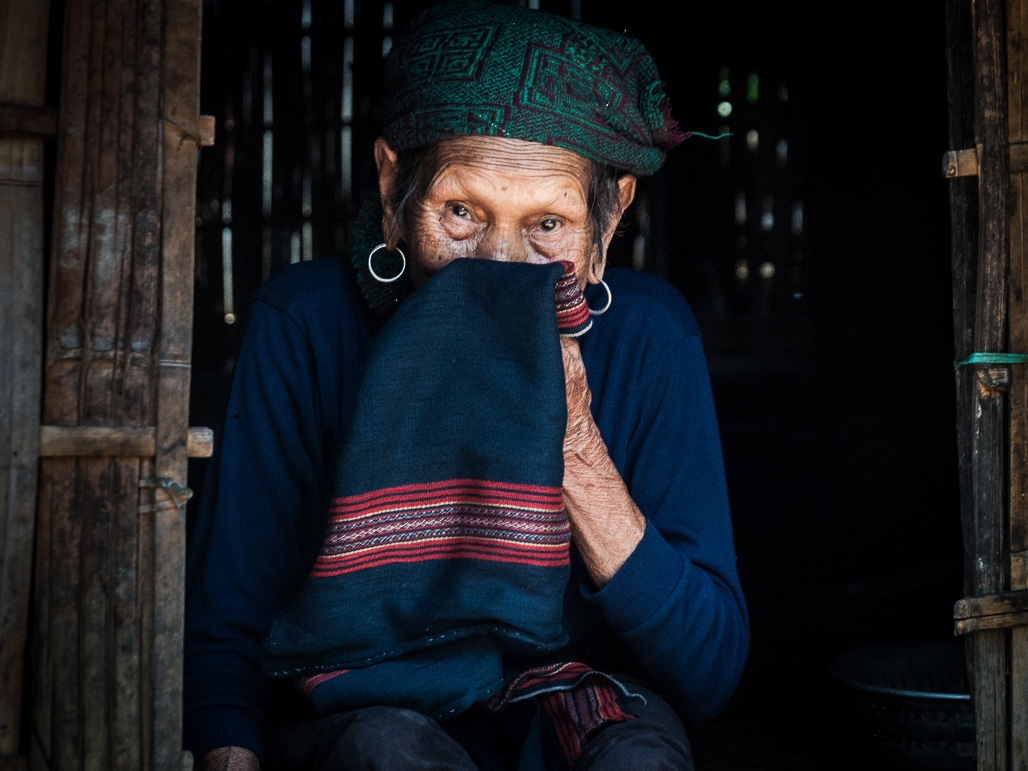
Пожилая кату в домотканой одежде

После революции 1945 года кату постепенно отказались от человеческих жертвоприношений под влиянием вьетов-коммунистов, однако в 1952 году на их земли пришли неурожай и болезни, и местная коммунистическая администрация распределила по деревням кату продовольствие и лекарства, во избежание охоты. Тем не менее, по словам просветителя и ветерана Вьетконга Куать Сана (Quách Xân), старейшины кату продолжали упрашивать позволения убить хотя бы одного человека и начали готовиться к походу. Один из вьетов-коммунистов добровольно вызвался стать последней жертвой охоты за головами, что ошеломило старейшин; его пощадили и с тех пор прекратили совершать жертвоприношения. Имидж диких и безжалостных воинов, однако, они продолжали использовать в свою пользу в конфликтах, устрашая врагов.
Как в Лаосе, так и во Вьетнаме, во время Индокитайской войны кату воевали на стороне коммунистов-революционеров. Во время Вьетнамской войны через земли кату была проложена Тропа Хо Ши Мина, из-за чего их деревни пострадали от американских бомбардировок и химического оружия. При этом добрососедские отношения кату и вьетов, установившиеся после коммунистической революции, привели к тому, что среди кату почти не было перебежчиков на американскую сторону, в отличие от многих других тхыонгов.
После войны большинство кату переселились на более удобные для рисоводства земли в долинах и близ дорог. С 1970-х годов изоляция кату от внешнего мира сменилась всё более частыми контактами. Охота и лозоплетение теряют былую популярность ввиду удалённости кату от леса. Традиционный обмен подарками всё ещё ведётся, однако всё чаще он включает мотоциклы и электрические кухонные приборы.

## Численность и классификация
Численность кату отличается в разных источниках. Так, по данным на 1970-е годы составляла 37,5 тыс. человек, из которых 25 проживало во Вьетнаме; по данным на 1999 год вьетнамских кату около 50 тыс. человек; по переписи 2009 года во Вьетнаме жило 61 588 кату; совокупное население во Вьетнаме и Лаосе по состоянию на 2006 год оценивалось в 67 482 человека. По другим данным, в 2014 году во Вьетнаме проживало 62 тысячи кату, а в Лаосе — 30 тысяч (всего 92 тысячи человек).
Основные районы расселения — в провинции Куангнам (районы Хьен и Намзянг), провинции Тхыатхьен-Хюэ (районы Алыой и Намдонг), меньшее количество кату живёт в лаосских провинциях Саваннакхет и Секонг близ вьетнамской границы. Небольшие поселения кату есть в лаосских провинциях Аттапы и Тямпасак.
Народ входит в подгруппу кату-бру, включающую также народы бру, лако, шуой, таой, катанг, нге (по некоторым данным представляют собой общность таой и катанг) и талиенг. Как и другие народы кату-бру, живущий в изолированных друг от друга поселенях народ кату делится на этнографические группы, причём основным фактором деления является то, на какой высоте группа проживает. Различают горных кату (đriu; населяют горы Чыонгшон и границу с Лаосом), жителей горных долин (nal; живут в долинах близ Кхече, Алыоя), жителей предгорий (cha-lâu или phương). Кату Вьетнама изучены значительно лучше, чем лаосские.
На востоке и северо-востоке с кату соседствуют вьеты, на юге — зе-ченги, на западе — народы Лаоса.
В середине XX века кату страдали от малярии; крысиных блох, клещей и вшей, переносящих тиф; холеры, дизентерии, паразитов (в частности, фрамбезии), лепры, туберкулёза, оспы и заболеваний, передающихся половым путём. Дизентерия и фрамбезия были основными причинами детской смертности.

## Язык
Проживание по разные стороны горной цепи привело к тому, что вьетнамские и лаосские кату говорят на разных языках и по-разному ткут. Наиболее распространёнными языками кату в Лаосе и Вьетнаме, соответственно, являются западно- и восточнокатуйский языки мон-кхмерской семьи; используются, кроме того, вьетнамский и лаосский языки. Восточнокатуйский пользуется кхмерским и вьетнамским письмом (на основе куокнгы), существует также восточнокатуйская письменность на основе латиницы, которую создал и пропагандировал Куать Сан. Западнокатуйский записывается лаосским алфавитом.

## Экономическое устройство
Кату населяют крайне негостеприимные горные леса, которые пересекают короткие, но бурные горные реки, непригодные для навигации. Частые в этих местах ураганы и тайфуны резко меняют направление течения и обводнение рек. Плато, на котором живут кату, имеет обрывистые склоны и изрезано множеством ущелий. В низинах в год выпадает более 200 см осадков в год, а в высокогорных районах — более 380 см. С июля по сентябрь тайфуны регулярно затапливают эти места, зачастую вырывая лесные деревья с корнем; в этот период данный регион нередко полностью отрезан от мира. В высокогорных влажных тропических лесах деревья в среднем имеют высоту 23—27 метров; их кроны плотно смыкаются, так что солнце не попадает на землю. Деревья густо оплетают эпифиты, в частности орхидеи, и лианы. После однократной вырубки вырастает другой вид леса, с намного более плотно стоящими деревьями и бурным ростом наземной растительности; пройти через такой лес без мачете невозможно. Ещё в середине XX века в местах обитания кату не было дорог.
В высокогорных поселениях культивация риса не в состоянии обеспечить всё население едой. Нередки случаи недостатка пищи, а легенды повествуют, что раньше, в «золотой век» еды было больше и худощавые ныне кату тогда были толстыми. Распространены жертвоприношения домашнего скота: животное забивают и предлагают духам «угоститься», после чего поселение съедает мясо. Продукты питания распределяются по всему поселению.
Деревни долинных кату ранее располагались исключительно на вершинах холмов, подальше от влажного дна долины, однако и сейчас они отдают предпочтение возвышенностям. Кату собирают в лесу продукты питания (ротанг, мёд, грибы, фрукты — вместе они составляют 11—50 % всей пищи) и занимаются подсечно-огневым земледелием. Исторически кату использовали поля попеременно: сперва на расчищенном участке густого леса засевали рис, после чего там либо 2—3 года выращивали маниок, либо сразу оставляли его под паром на 12—15 лет. Вьетнамское и ласосское правительства с 1977 и 1975 годов поощряют переход к оседлому образу жизни и прекращение переложного земледелия, однако не везде эти усилия имеют эффект. Между тем многочисленные исследования показывают, что подсечно-огневое земледелие с таким большим периодом неиспользования земель экологически безопасно в долгосрочной перспективе при условии, если население участка остаётся постоянным. После Вьетнамской войны многие деревни кату переместились ближе к дорогам и городам, разнообразие жилищных условий кату сильно увеличилось.
Занимаются также охотой (в частности, на крупных животных) и рыболовством. В процентном отношении доля охотничьей добычи в рационе кату намного меньше, чем рыбы, однако охота очень важна для ритуальной и общественной жизни деревни. Рыбу, улиток, креветок и моллюсков ловят почти ежедневно, как в лесу, так и в семейных прудах. Держат скот (буйволов, коров, свиней, коз и кур), однако его основная цель — быть ритуальной пищей для духов.

### Промыслы и ремёсла
Кату по-прежнему пользуются традиционными средствами производства, они намного беднее средневьетнамского уровня. Сильна гендерная сегрегация. Женщины собирают хворост для очага в лесу (некоторые семьи перешли на газ). Развиты гончарное и ткацкое ремёсла, плетение корзин.
Лозоплетение считается мужским занятием, кату делают бамбука и ротанга корзины различных видов: заплечные, поясные, ручные; производство циновок, тканей, рубашек, юбок и набедренных повязок — женская работа. Все эти товары кату обменивали на соль, металлические изделия и горшки. В былые времена ткань, обильно расшитая бусинами, была ценным товаром, который можно было обменять на буйвола или горшок.
Ткацкий станок кату — горизонтальный ручной сволочок, на котором ткут хлопковые ткани; более древние ткани изготавливали из луба. Весь процесс создания текстиля от посадки хлопка до сшивания деталей выполняют женщины. Цветовая гамма катуйских тканей — красно-чёрно-белая, причём у лаосских кату основным цветом является красный, а у вьетнамских — чёрный. В Лаосе ткачихи начали создавать более сложные орнаменты и пользоваться разноцветными нитями. Ткачество остаётся важным занятием и в XXI веке: традиционный текстиль стал маркером идентичности кату.
Плетение корзин у кату достигло больших высот. Они изготовляют как плотно сплетённые, так и такие, у которых остаются промежутки между проходами лозы; большие и маленькие; корзины с крышками для хранения личных вещей и заплечные корзины. На охоту мужчины надевают корзины с тремя отделениями, называемые «салет»; в этих отделениях мужчины хранят табак, еду, дары леса и снаряжение.
Кузнечным делом обычно занимается один или несколько мужчин деревни. Во время сезона охоты кузнец делает разнообразные наконечники копий, а в остальное время куёт мачете, которыми пользуются все взрослые кату. Плотник в деревне обычно тоже один, он занимается как украшением гыола, так и созданием резных гробов: украшения на гробе отражают социальный статус умершего.
Кату начали использовать деньги в середине XX века, до того торгуя исключительно бартером. Создаваемые предметы и излишки пищи обменивают и продают как соседям по деревне, так и вне её. Ветераны войн получают от государства небольшое пособие, а чиновники местной администрации — зарплату; хотя в абсолютных цифрах денежные доходы кату (включая средства от продажи) невелики, они в основном покрывают их потребности. Всё больше кату начинают участвовать в товарно-денежной экономике Вьетнама.

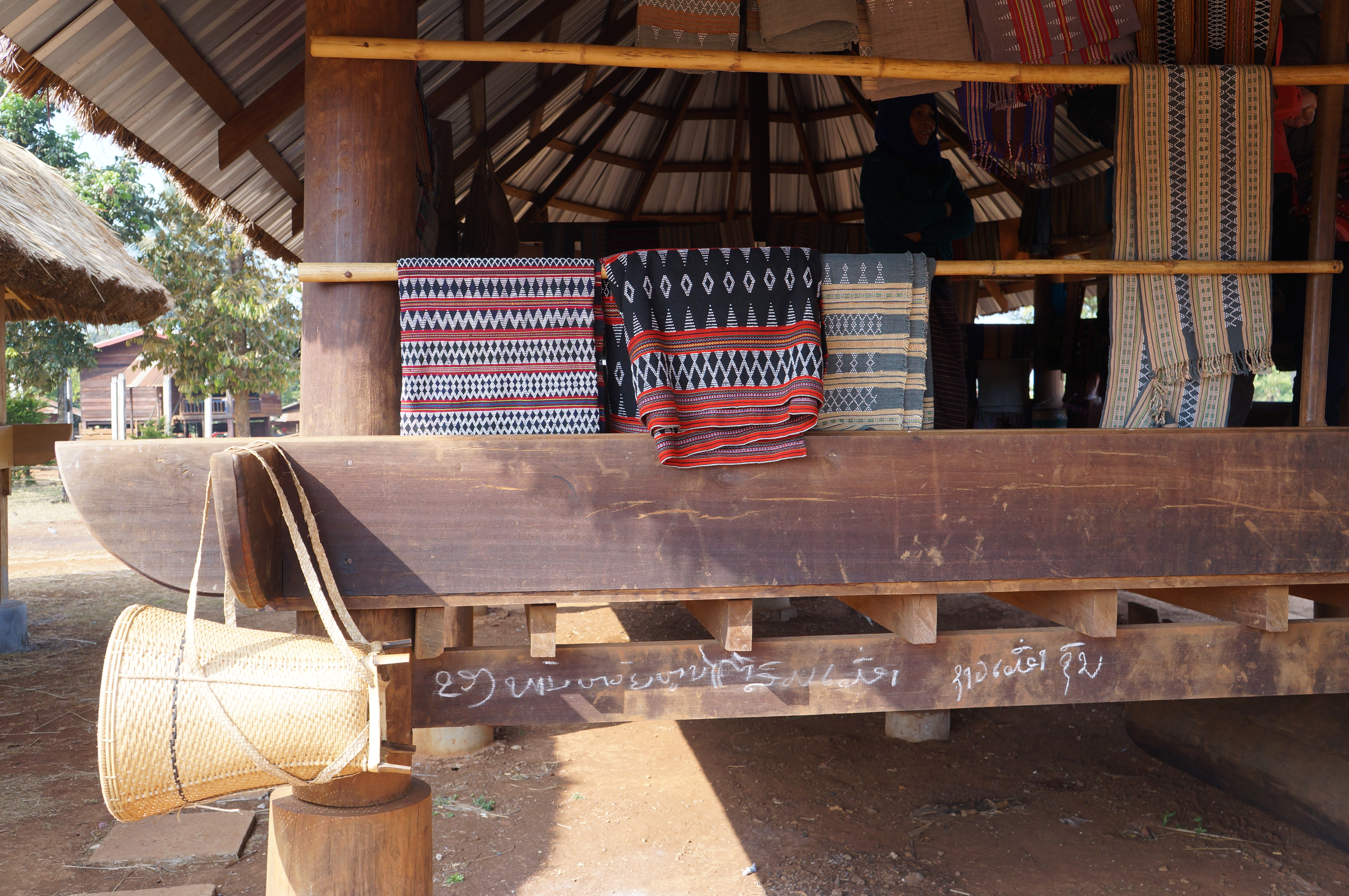
Корзина для сева (слева внизу) и ткани кату
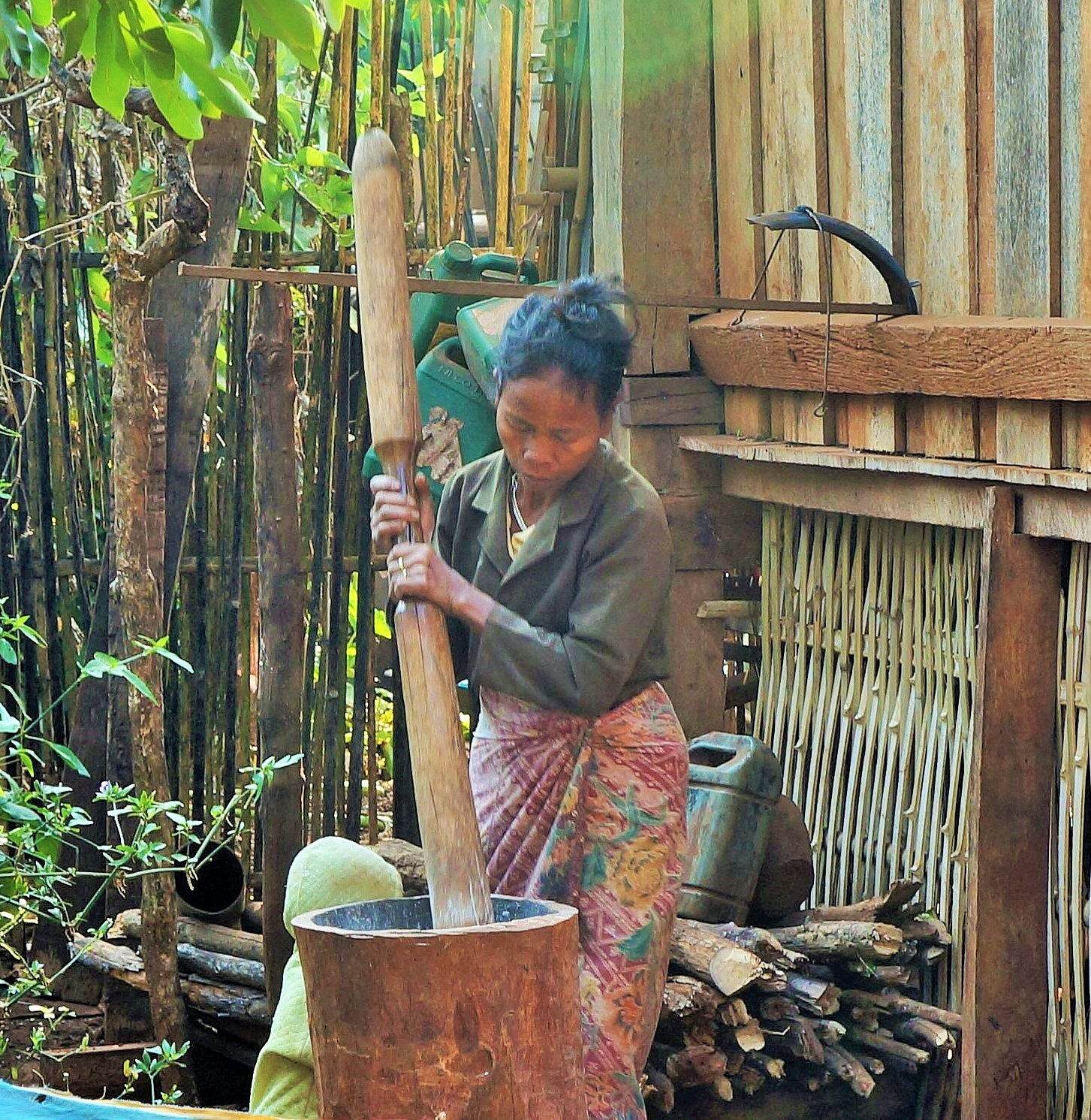
Кату из Лаоса дробит зерно
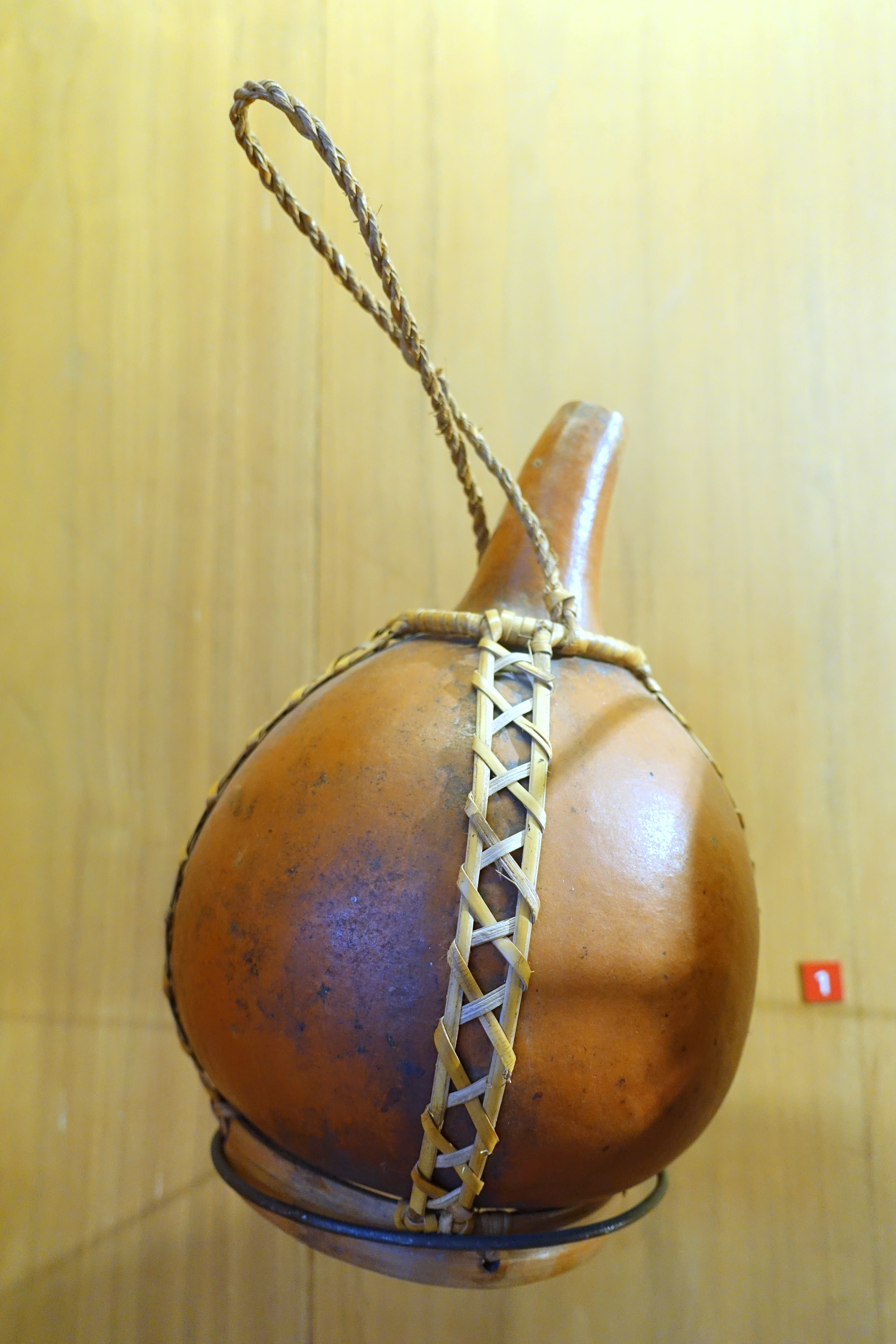
Ёмкость для вина

### Земледелие
Кату — аграрный народ, основу их питания составляет растительная пища: свежая, сушёная и ферментированная. Кату выращивают рис нескольких видов, кукурузу, маниок, пшено, ананасы, сахарный тростник, ямс, таро, тыквы, бананы и другие культуры. Культивация риса и другой растительной пищи считается женским занятием, только женщины могут открывать амбар и заходить в него. При этом варёный рис считается мужской пищей, и при недостатке риса женщины и дети переходят на варёный маниок, которым обычно кормят свиней. Также женщины выращивают табак, который курят наравне с мужчинами.
С последней трети XX века кату выращивают коммерческие культуры: для местного рынка они сажают овощи и арахис, а кофе и резину производят для крупных корпораций.
Сок сахарной пальмы тавак ферментируют, получая слабоалкогольное пальмовое вино, её плоды варят и употребляют в пищу. Другую разновидность пальмового вина получают из саговой пальмы, кату также производят из её ствола саго. Ещё один алкогольный напиток производят из маниока.
После Вьетнамской войны, в конце 1970-х, многие кату спустились ниже по долинам и осели в местах, подходящих для постоянной культивации риса на заливных полях, сохраняя вместе с тем и сухие. Не всегда заливные поля есть у всех семей деревни, и доля урожая, получаемого с сухих и заливных полей, варьирует не только между деревнями, но и между разными семьями в пределах одной деревни.
Сухие поля разделяются на два типа: haree и trua, причём вторые также именуют «женскими», так как урожай с них едят в основном женщины и дети. Первые — большие (1—2 гектара) участки в лесу, вдали от основной деревни, на которых высаживают рис, кукурузу и/или пшено и обрабатывают подсечно-огневым методом с длинным циклом неиспользования; вторые — небольшие участки вблизи деревни, на которые высаживают маниок, ананасы, сахарный тростник, сладкий картофель и таро. Исследования XXI века показывают, что у каждой семьи есть 15—20 сухих полей, из которых в один год обрабатывают 1—2, обычно совместно с родственниками; каждое поле оставляют под паром на 5—10 лет.
Заливные поля имеют небольшой размер (в районе деревни Авыонг (вьет. Avương) — 0,2—0,3 гектара), их засевают исключительно рисом, но урожайность на них предсказуема и зависит исключительно от соблюдения условий содержания. Кату Авыонга получают с заливных полей по два урожая: первый сев происходит в декабре и пожинается в апреле, второй раз поле засевают в июле и пожинают в ноябре. Из-за зависимости заливного рисоводства от стабильного притока воды пригодными к этому виду обработки оказывается лишь малая доля земли, и в больших деревнях её не хватает на всех; проблему представляют также непредсказуемые колебания уровня ручьёв.
Некоторые поля, расположенные рядом с водой, превращают в сады, где сажают бананы, папайи, джекфрутовые деревья, гуавы, дыни, имбирь, сахарный тростник, корнеплоды и овощи. У каждого дома также разбит огород, в котором растут съедобные и лечебные растения.

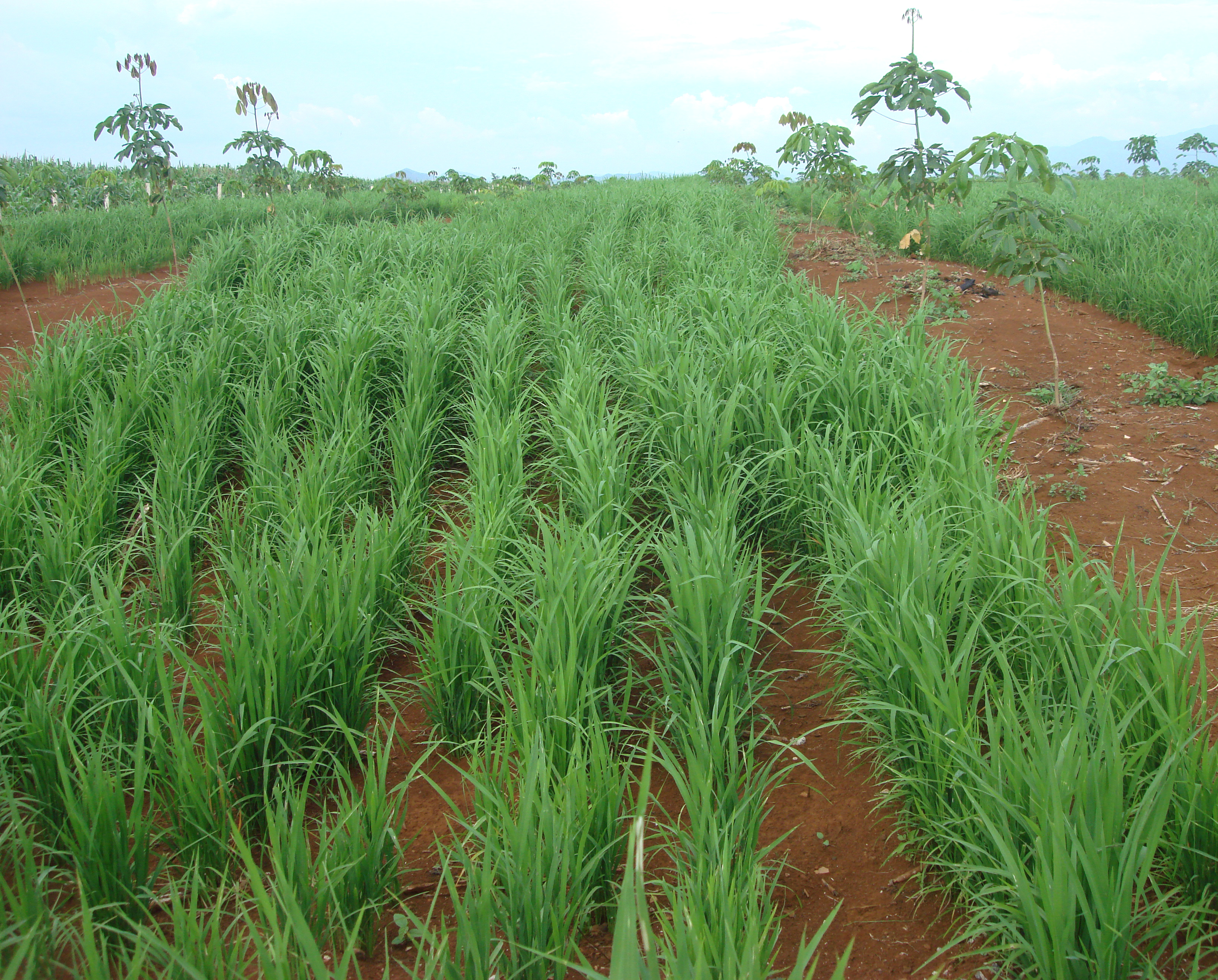
Сухая культивация риса
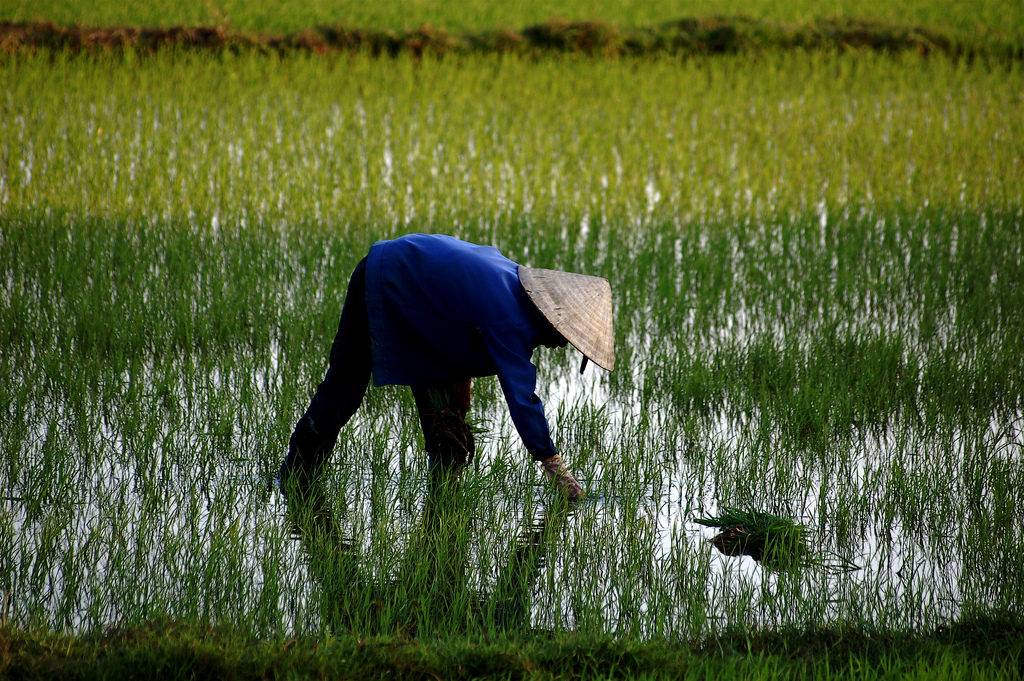
Заливное поле

#### Порядок расчистки и использования земель
Кату пользуются лунным календарём. Годовой сельскохозяйственный цикл на полях-haree до Вьетнамской войны выглядел следующим образом: после окончания муссонных дождей, в январе, очередной участок расчищали и оставляли сохнуть; в мае его поджигали, после этого высевали рис и кукурузу, чтобы они взошли как раз к началу дождей в июне-июле; в октябре-ноябре начинали сбор урожая, который завершался в декабре. Два месяца, в которых не проводили сельскохозяйственных ритуалов, ранее не имели названий у кату.
Под воздействием вьетнамских сельскохозяйственных практик кату перешли к другой системе: в декабре-январе участок расчищают, затем поджигают и засеивают. Все полевые работы жители деревни и в XXI веке проводят почти одновременно, однако ранее решение о начале или откладывании той или иной работы из-за недовольства духов принимали старейшины, и вся деревня выполняла их синхронно.

##### Подготовка поля
Чтобы вырубить лес на участке, где решено сделать поле, нужно подождать удачного дня согласно лунному календарю; за 2—3 дня до него деревня закрывается для посетителей. Расчистку ведёт мужчина-глава рода, он начинает с небольшого участка или даже одного дерева, воскуривая благовония, затем постепенно расширяет его, стараясь при этом заметить признаки недовольства духов как можно быстрее. Эти признаки включают кровотечение из-за пореза во время рубки, встречу со змеёй или замеченный труп грызуна, пение «несчастливых» птиц, а также сны, которые снятся главе рода или его жене: о погоне, о грозе, о стаде буйволов и другие. Сны считаются способом связи с духами, а птицы — их вестницами, поэтому некоторым птицам можно объяснить, что у главы есть право расчистки этого участка, и тогда они передадут это духам. На третий день к главе рода присоединяются другие мужчины-рубщики и женщины, расчищающие подлесок, однако дурное предзнаменование на любом этапе расчистки приводит к незамедлительной остановке работ и выбору нового места. В случае, если расчищается уже принадлежащий семье лес, на месте которого уже было поле, согласие духов и выполнение ритуалов не требуется, хотя последующие фазы сельскохозяйственного цикла требуют проведения ежегодных церемоний.
После расчистки поле поджигают (обычно в начале-середине марта), этим занимаются только мужчины. Поля кату, живущих в горах, располагаются на крутых склонах, и наблюдая за горением леса, легко сорваться и упасть, либо задохнуться в дыму, если огонь перекинется на соседние участки леса. Худшим предзнаменованием при поджиге кату считают смерть животных (особенно змей) в огне и возгорание могил; в прошлом если одна семья случайно подожгла могилу члена другой семьи, то между кланами начиналась кровная месть. Перед поджигом глава рода консультируется со знахарем или знатоком духов, чтобы отогнать их от поля, а деревня входит на этот день в состояние табу аналогично расчистке леса. Мужчины поджигают сухие кустарники и ветки и сообщают духам, что им нужно покинуть это место.

##### Посев
Сразу после того, как поле догорит, в жертву духам приносят варёный рис, вино, козу или свинью и курицу, а затем начинается сев. На больших полях сверху и почти до самого низа рядами высаживают кукурузу, а на следующий день — рис сплошным посевом на всей площади; в апреле в нижней части поля вперемешку с побегами риса сажают маниок и сахарный тростник, а в мае — ананасы. Обычный и клейкий рис сажают на одном и том же поле. Женщины и мужчины привязывают на пояс небольшие корзины с семенами, проделывают в земле отверстие небольшим колышком и кидают туда семечки. Во время сева риса запрещено давать его кому-либо из посторонних, запрет снимается после проведения завершающей церемонии и жертвы козы или свиньи. На эту церемонию приглашают соседей по деревне и жителей соседних деревень. На краю поля ставят защитный столб из ствола бамбука, расщеплённого в форме буквы Y. Через месяц над рисом, выросшим до 15—20 см проводят церемонию с жертвованием козы, что должно защитить посевы от болезней, стихийных бедствий и поедания дикими животными.
Урожайность на сухих рисовых полях сильно варьирует и составляет от 350 до 2100 кг, минимумом для выживания семьи считается 700 кг, хорошим результатом — 1400 кг и больше. Если по созревающему рису видно, что урожая будет недостаточно, то старшая женщина (жена старейшины) должна провести принятые в деревне ритуалы, которые призваны увеличить урожайность и помочь семье прожить на остатках до следующего сбора урожая.

##### Жатва
Одно из главных событий года для кату — сбор урожая, его теперь проводят в июле-августе вместо сентября-октября. Дату жатвы определяет глава семьи, деревню обычно закрывают на первый день сбора. В этот день жена старейшины в одиночку отправляется на поле и сжинает примерно половину корзины риса, который затем толчёт и готовит, в то время как её муж готовит подношение для духов. Полный список предлагаемого духам см. в разделе #Жертвоприношение. Хотя формально каждая семья отмечает сбор урожая независимо, на пиршество, проходящее на второй и последующие дни, приглашают также соседей и знакомых из других деревень.
Жнут рис как мужчины, так и женщины, но женщины выполняют бо́льшую часть работы. Некоторые семьи на время сбора урожая переселяются во временные жилища поближе к полям, другие же остаются в деревне. Собранный рис сортируют: клейкий хранят отдельно от обычного, зёрна низкого качества откладывают на корм скоту, а остальной разделяют в зависимости от того, будут ли его употреблять немедленно, либо положат в амбар (при этом рис, который планируется засевать на следующий год, хранят отдельно от того, что планируют съесть позже). Отдельно сохраняют рис из последних сжатых колосьев и самое последнее растение с каждого поля, срезанное целиком. Если в хранилище ещё есть остатки прошлогоднего урожая, то перед тем, как поместить туда новый, их удаляют и либо съедают, либо дарят или продают. По окончании сбора урожая амбар закрывают.
У вьетнамских кату важность церемонии сбора урожая померкла перед важностью лунного Нового года — тета.

##### Открытие амбара
Когда рис, отложенный для немедленного употребления, почти заканчивается, старшая женщина собирает листья определённых растений, раскладывает часть по дороге в амбар и прикрепляя остальные над входом, после чего открывает амбар и берёт оттуда требуемое количество риса. Срезанные целыми последние растения она вытаскивает из корзины и втыкает в потолок, где они находятся до следующего сева (перед его началом их выкидывают).
Принесённый после открытия амбара рис готовят и проводят ритуал угощения духов, аналогичный ритуалу при жатве. Первую порцию принесённого риса должна съесть женщина, которая его принесла (аналогично первую сжатую кукурузу должна съесть старшая женщина). Ранее приготовленную еду относили в гыол, где пировали вместе с остальными жителями деревни.

### Землевладение
Система землевладения устроена так, что собственником земли назначается тот мужчина, который провёл первую расчистку этого участка джунглей; даже если на земле ничего не выращивают, она по представлениям кату навсегда принадлежит этому человеку и его сыновьям, хотя её можно временно передать другим людям. В случае, если кто-то из соплеменников просит мужчину одолжить ему землю на год для возделывания, владелец может как согласиться, так и отказаться. Такие просьбы обычно не сопровождаются платежами или отправлением даров, кроме случаев, когда мужчина, взявший жену из более сильного клана, просит разрешения у членов этого клана. Семьи заключают и долгосрочные договоры совместного землепользования, в этом случае проводят церемонию объединения кланов, на которую просители предоставляют обильное угощение.
Заливные поля всегда прилегают к ручьям, и их распределение происходит по другому принципу: в случае, если семья, на землях которой находится подходящий участок, не обрабатывает его, то она не может на него претендовать.
Имущественное расслоение в небольших деревнях очень мало, однако в крупных поселениях из-за недостатка земли и вышеуказанной системы землевладения оно увеличивается: семьи, переехавшие позже других, оказываются вынуждены искать подходящую для обработки землю вдали от дома. В поселениях, которые были перемещены по правительственной программе, землю распределяют поровну, и там данная проблема отсутствует. Вместо традиционных длинных домов в этих поселениях строят односемейные жилища из досок, крытые искусственными материалами.

### Охота и рыболовство

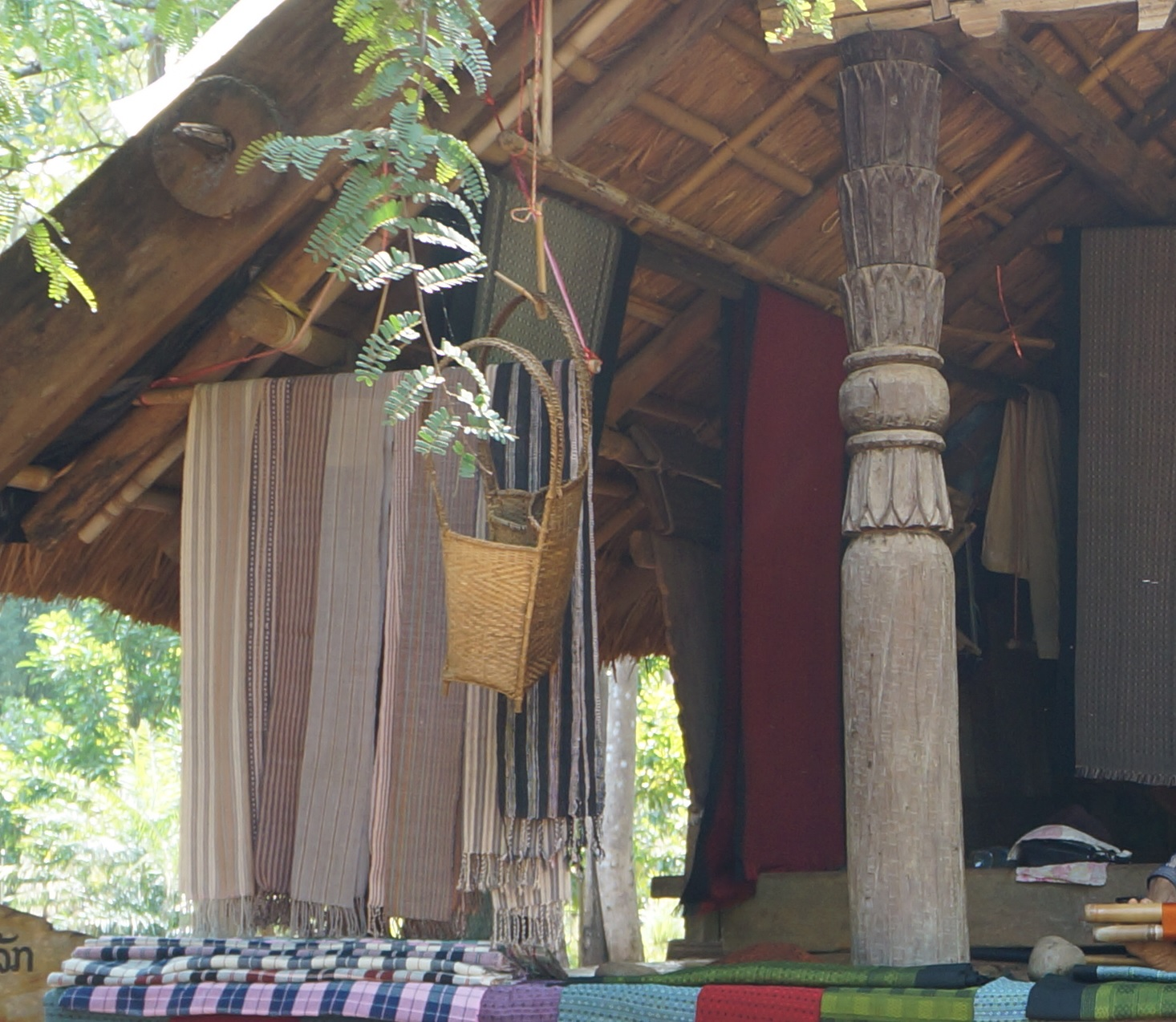
Салет, заплечная корзина охотника

Охота не приносит сколько-нибудь значительного количества пищи, но очень важна как маркер маскулинности, вокруг охоты строится вся космология и организация общества. Среди дичи, которую приносят охотники: олени, кабаны, безоаровые козлы, мунтжаки, саолы, грызуны и птицы. Охота связана с сельским хозяйством, причём удачные для обработки земли дни считаются несчастливыми для охоты и наоборот.
Охотники ставят разнообразные ловушки, которые затем периодически проверяют; один охотник может обслуживать более 30 ловушек. Существует огромное разнообразие их конструкций, к примеру, для охоты на крупных млекопитающих на их пути натягивают верёвку, которая спускает механизм, кидающий в жертву заострённое тяжёлое копьё из дерева. Поля густо окружают ловушками, которые одновременно защищают посевы и приносят дичь.
Помимо ловушек охотники используют копья, арбалеты и дробовики (однако последние запрещены вьетнамскими властями), а также охотничьих собак. Фактически главное умение охотника заключается в оценке времени года и суток, знании троп и правильном анализе звуков, помёта и т. д., сами же кату считают, что единственные две вещи, от которых зависит успех охоты, это благоволение духов и применение охотником целебных растений, имбиря и других. Охотник самостоятельно выращивает свои растения на небольшом огородике, расположение которого держит в тайне.
Среди духов за охоту отвечает Коморбар, андрогинное сверхъестественное существо, наделённое преимущественно женскими чертами внешности, которое заботится обо всех животных и растениях леса. Если охотник не умилостивит Коморбар перед тем, как отправиться в лес, с ним непременно произойдёт происшествие. Также важно по возвращении в деревню исполнить ритуалы над умерщвлённым животным, чтобы его душа рассказала Коморбар, что с ней хорошо обращались.
Перед охотой мужчины запоминают и анализируют свои сны, если в них появляется женщина (особенно несущая бамбуковые трубки, в которые набивают мясо для копчения), это сулит удачу; если охотник видит мужчину во сне, он отменяет охоту, если только мужчина не даёт охотнику сигареты. Также перед тем, как отправиться за дичью, охотник проводит различные ритуалы, усложняющиеся, если ему в последнее время не везло; забивает и варит курицу, гадает по её лапке, преподносит её кровь, бананы, рис, вино и листья особых растений духам. Если в последнее время Коморбар не посылала охотнику животных, под потолком гыола подвешивают небольшой бамбуковый алтарь, рассаживаются на полу рядом с ним и кидают на алтарь цветы, сделанные из полосок бамбука; если они падают на алтарь или цепляются за потолок, это трактуют как хорошее предзнаменование.
Отправляясь в лес, охотник обязательно надевает заплечную корзину «салет». Убив животное среднего размера, мужчина криком оповещает соплеменников об удачной охоте, после чего вырезает из туши тот участок, куда пришлось смертельное ранение, запекает на костре и подносит духам. Если же добыча небывало велика, то он хранит факт её убийства в секрете, тайно пробирается в деревню и рассказывает об этом родственнику или близкому другу, который идёт в гыол и там уже оповещает остальных. Несколько мужчин отправляются вместе с охотником за тушей; в прошлом на обратном пути они зарывали в землю несколько волосков, вырванных у добычи, а также возводили небольшие памятники из бамбука или веток. Тушу приносят в гыол, где к ней приставляют рис, вино и живую курицу, которую затем забивают и варят; после этого тушу разделывают (вне гыола) и готовят (внутри), после чего предлагают все продукты вместе Коморбар.

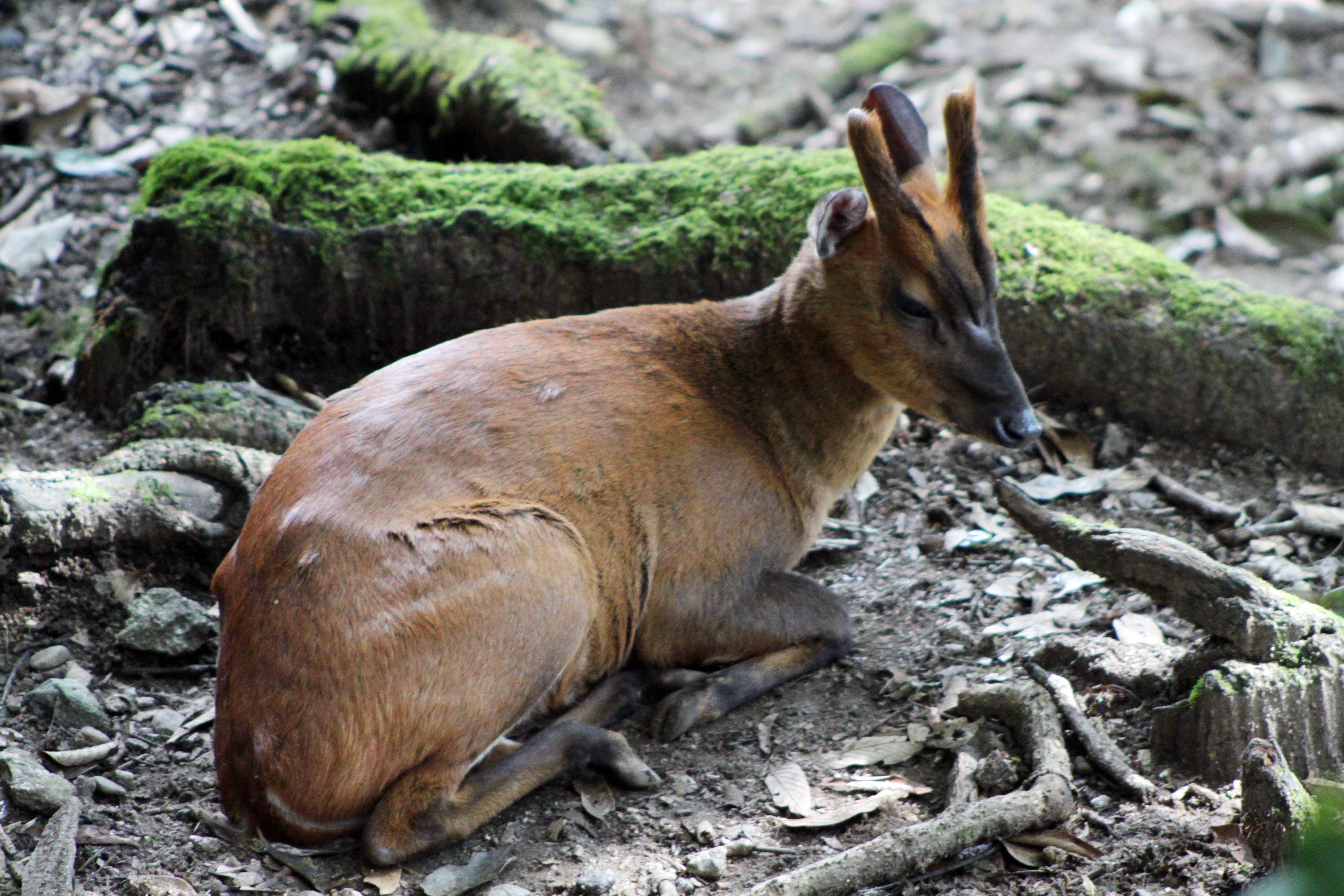
Мунтжак
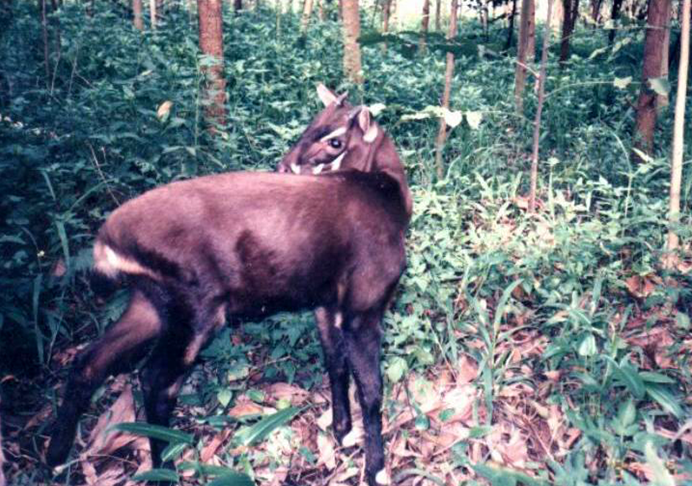
Саола

## Структура поселения и гыол

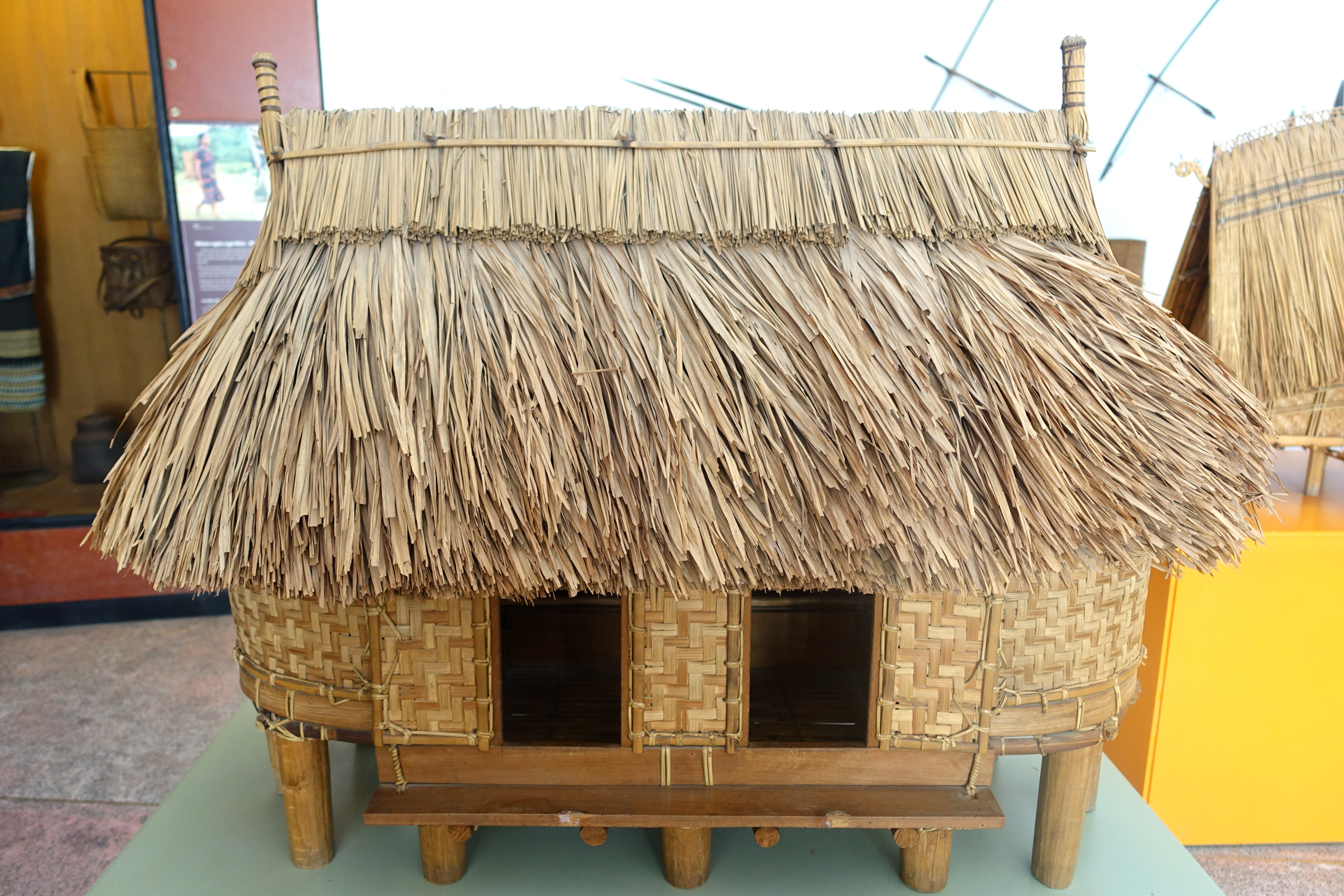
Модель традиционного мужского дома кату, гыола

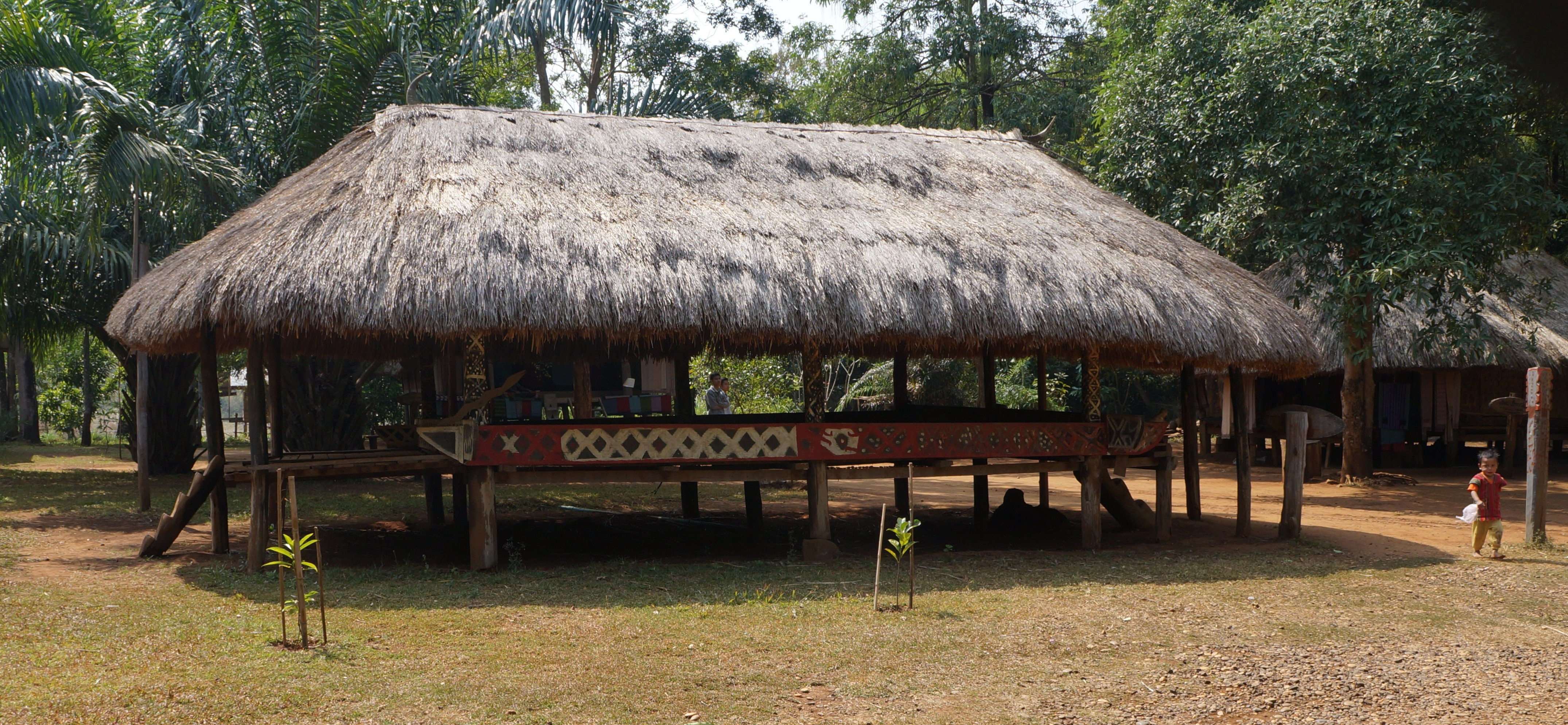
Гыол в Лаосе, Банлаонгам

Деревни обычно располагаются возле ручьёв или других источников воды. Чтобы попасть внутрь, нужно пройти через одни из двух или более ворот. Название деревни обычно происходит от находящейся поблизости достопримечательности, к примеру, горы.
Крупное современное поселение (кату bɨəl, фыонг vɛɛl) состоит из тридцати прямоугольных длинных домов, стоящих на сваях; обычны деревни из 4—8 домов. Дома покрывают соломенной крышей, закруглённой спереди и сзади. В XX веке поселения кату представляли собой поставленные кольцом жилища, окружённые забором из брёвен или бамбука (кату kariiŋ), который защищал жителей от диких зверей и врагов; современные кату не строят забор.
Дома для отдельных семей сверху покрывают высокие соломенные крыши, а пол устилают плетёные бамбуковые циновки. В середине XX века их не разделяли на комнаты, очаг располагался у одной из коротких стен. Дымохода и мебели в традиционных домах нет. Перенесённые вьетнамским правительством деревни расселяли в небольшие индивидуальные ротанговые дома на сваях, а затем — в 1—3-комнатные длинные дома, крытые соломой.
В центре поселения расположен деревянный общественный дом, называемый гыол (кату gɨəl), ронг (зап.-кат. rooŋ) или (зап.-кат. ja-naur), богато украшенный резьбой. В древнейших типах поселений гыолов не было, а вся деревня представляла собой один или два длинных дома, в которых жила одна расширенная семья. Современные деревни всё так же обычно населяют 1—3 клана, связанных через брак.
Помимо гыола в центре деревни располагается другая важная структура — стоящий перед гыолом резной жертвенный столб, к которому привязывают животных для заклания. Этот столб соединяет мир людей и мир духов. Если в деревне проводится крупный праздник, на столбе укрепляют два крыла. Кроме того, у края священного участка устанавливают бамбуковые столбы, склонённые к жертвенному столбу. Их задача — ловить посылаемые из мира духов благословления и украшать центральный столб.
Кроме постоянных домов у многих семей кату имеется также временное жилище (кату tapɨəŋ pəːʔ), которое возводят рядом с полями (в 30—90 минутах ходьбы от деревни); в этих строениях люди отдыхают после работы и сушат рис, а также живут в период интенсивных работ и сбора урожая. Временные дома, принадлежащие родственникам, стоят группами по 3—5 штук и перемещаются раз в 2—3 года.

### Строительство
Строительством управляют старейшины. Многочисленные табу окружают рубку леса — запрещено валить деревья там, где обитают злые духи, а также некоторые типы деревьев: с очень толстыми стволами, покрытые лианами, со следами удара молнии или большими муравейниками — всё это считается признаком злых духов. Строительство в целом и особенно основание нового поселения требует выполнения сложных церемоний, испрашивающих позволения обустроить жилища у сверхъестественных обитателей избранного места: духов холмов, рек, участков леса, где кату планируют жить и охотиться. Во время сбора материалов для строительства проводят пять церемоний: xiec tac dang перед отправлением за лесом, i xiec перед рубкой деревьев, aroh along после окончания заготовки леса, choh dong на первый день строительства и pa chien dong в день торжественного открытия. Торжественное открытие празднуют два дня, в конце церемонии приносят в жертву буйвола. В случае, если лес валят на участке, принадлежащем кому-то из поселения, согласие духов спрашивать не требуется.
Перед началом строительных работ производят различные эксперименты, которые должны показать, удачно ли это место для возведения здания: на месте будущей могилы роняют яйцо, и если оно не разбилось, то это интерпретируют как вмешательство злых духов; перед строительством дома на землю опускают моллюсков или амфибий и смотрят, в какую сторону они будут двигаться. Затем на протяжении шести дней духам предлагают жертвенных животных (двух собак, кур, коз и свиней); самое крупное жертвоприношение совершают через год, после сбора первого урожая: в благодарность за заботу кату забивают буйвола на церемонии открытия.

### Гыол

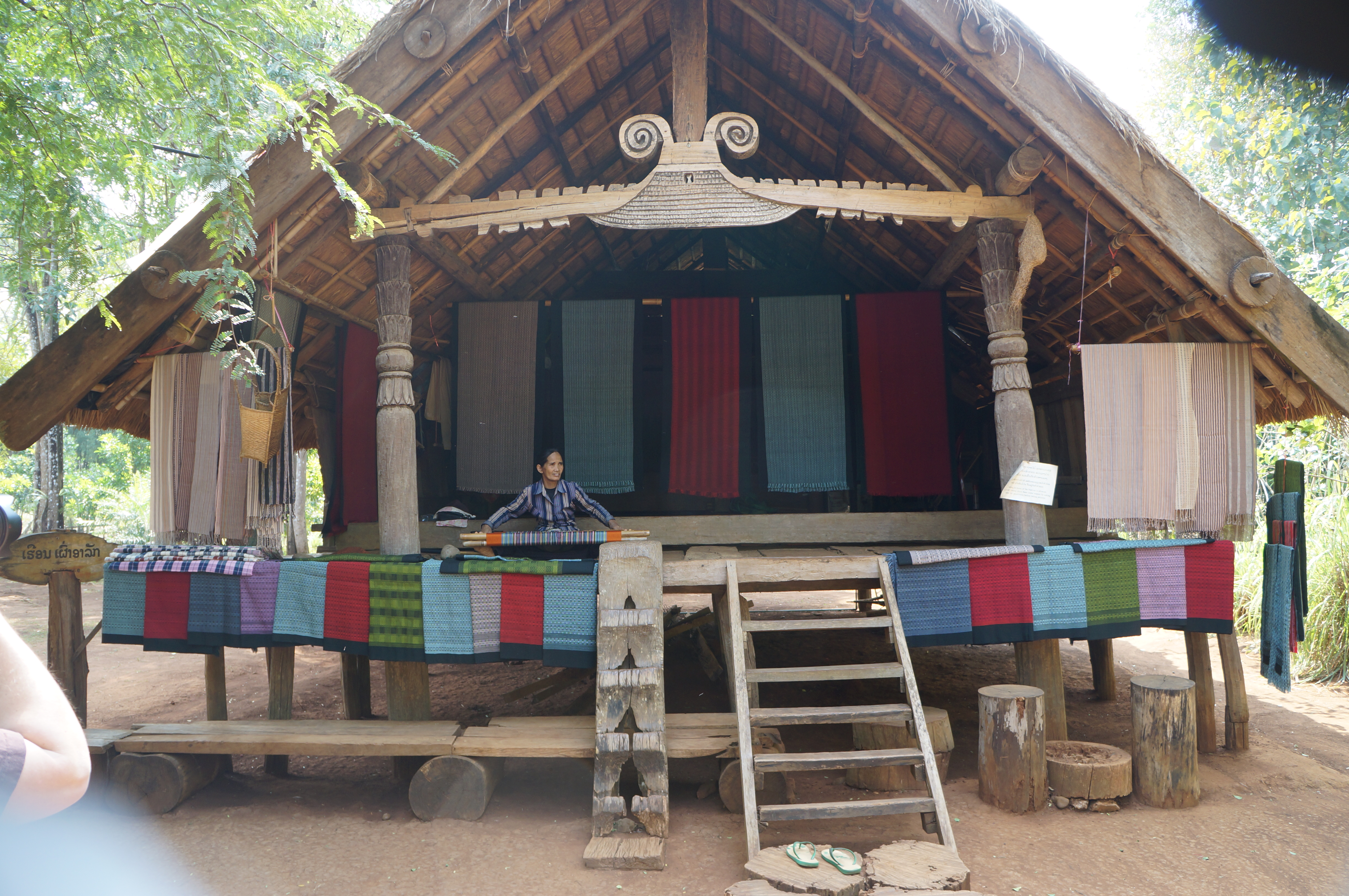
Гыол в Лаосе

Название общинного дома родственно слову gơl, означающему «муж». В былые времена неженатые мужчины спали в гыоле, женщинам и детям туда заходить было запрещено. Здесь же взрослые мужчины-кату учили мальчиков пользоваться оружием, делать ловушки и корзины, петь и так далее. В XX веке гыолы превратились в общинные дома, куда собирается вся деревня, как мужчины, так и женщины. В них разрешают споры, проводят уроки и празднования, в том числе государственных праздников Вьетнама.
Гыол представляет собой длинный дом несколько большего размера, чем обычное жилище, и с более высокой крышей. Он похож на банарский общинный дом «ронг» и кхмуйский «конг» на сваях и с соломенной крышей. Стены изготавливают из коры, бамбука, ротанга, пальмовых листьев или дощечек. Кату возводят и современные гыолы из бетона и кирпича. Стены старинных гыолов слегка наклонены наружу, так что они нависают над фундаментом.
Внутри общинного дома находится резная центральная колонна, которую окружает шесть «материнских» и шесть «отцовских» столбов. Считается, что в колонне живёт дух-хранитель деревни и именно эта колонна является характерным признаком общинных домов кату, в отличие от других родственных народов. Под крышей гыола хранятся раскрашенные черепа добычи, принесённой с охоты, и принесённых в жертву буйволов.
Особым предметом искусства кату являются деревянные скульптуры двух птиц: калао и тукана, устанавливаемые на крышах общинных домов.
Среди мотивов, которые можно встретить в гыоле, — изображения растений, летучих мышей, птиц, кабанов, буйволов, собак, ящериц, питонов, кроликов и черепах; также охотников и музыкантов. Внешний вид и интерьер гыолов, построенных в разных регионах, отличается: так, лаосские кату украшают свой гыол деревянными скульптурами пароварок для клейкого риса и Будды. Кроме того, гыолы есть не во всех деревнях, по экономическим причинам гыол может быть небольшого размера и не иметь сложных украшений.
В XXI веке гыолы возводят не только жители деревни, но и различные компании, в том числе аффилированные с правительством и международными гуманитарными организациями. Вьетнамское правительство в 1989 году приняло комплекс мер, направленных на улучшение положения национальных меньшинств; в частности, поощрять строительство общинных домов. В каждой из 66 деревень района Намдонг провинции Тхыатхьен-Хюэ было построено по общинному дому, причём все кроме двух — из бетона, однако большинство — в традиционном стиле. Строительство гыолов также должно подстегнуть экологический туризм.

### Перемещение деревни
Исторически деревни кату были очень маленькими временными и перемещались в случае истощения земель или дичи, после военных конфликтов, а также после болезней, «плохих» смертей и неудач (см. #Религия). Это обычно происходило раз в 5—10 лет или реже; при этом в регионе Авыонг есть деревни, которые стоят на одном месте 50—100 лет и более. В худших случаях поселение переезжало раз в год или два на протяжении 10—15 лет: среди причин такого частого переселения — попытки французской колониальной администрации обложить кату тяжёлыми налогами и распыление агента «оранж» во время Вьетнамской войны.
Перед тем, как покинуть деревню, в общинном доме проводят церемонию, сообщающую местным духам, что люди уходят из этого места и просят не преследовать их. Затем семьи либо разбредаются по округе, либо совместно основывают новую деревню, либо присоединяются к уже существующему поселению; все эти варианты требуют проведения соответствующих ритуалов. В последнем случае пришельцы через год после переселения жертвуют животных, алкоголь и рис для праздника prngooch, восходящего к установлению мира между двумя враждующими поселениями. Аналогичной церемонией меньшего масштаба отмечается приход в деревню одной-двух семей. Переехав, кату продолжают идентифицироваться по названию своей родной деревни.

## Общественное устройство
Кату имеют ярко выраженную патриархальную организацию общества, как и другие народы Центрального Вьетнама (хрэ, таой, бру и другие) и патрилокальный брак. Живущие в одной деревне кланы (и деревни между собой) обычно объединяют асимметричные отношения: женщины из более знатного рода вступают в брак с мужчинами менее знатного. Многожёнство встречалось исторически, однако редко практиковалось по финансовым соображениям.
Деревней управляет уважаемый мужчина из наиболее знатной общины. В некоторых деревнях старейшину выбирают голосованием, в других это наследственный пост. Ему помогает совет пожилых мужчин.
Старейшина является и деревенским судьёй. Суд обычно рассматривает имущественные и семейные споры, а также дела о супружеской измене. Убийство наказывается огромным штрафом (10—20 буйволов), который подсудимый обычно не может выплатить; как следствие, семья жертвы должна начать кровную месть и не имеет права есть буйволятину, пока убийца жив. Французские власти создали систему судов для автохтонного населения, в которой не разрешённые на деревенском уровне дела передавали трибуналу, однако в 1965 году вьетнамское правительство вернуло юридическую силу местным судам и реформировало судебную систему.
Кату практиковали добровольную службу богатым соседям, которая, однако, была ограничена: хозяин должен был предоставлять семье работников фиксированную плату в год, а в случае разногласий он выплачивал половину этой суммы и должен был отпустить их. Сироты зачастую прислуживали старейшине всё детство бесплатно, по достижении совершеннолетия он был обязан оплатить им свадьбу и также отпустить их жить отдельно.

### Брак и семейная жизнь
Заключение брака требует проведения множества церемоний: помолвки, бракосочетания и проводимого после свадьбы ритуала, укрепляющего брачный союз. Обручённая пара обычно начинала половую жизнь ещё до свадьбы, хотя это происходило втайне от родственников во избежание штрафа; в случае наступления беременности жених выплачивал семье невесты штраф и с этого момента пара считалась женатой, несмотря на отсутствие церемонии.
В прошлом семья жениха выплачивала за невесту калым, в который обязательно входило ожерелье из 12 агатовых бусин. В XXI веке семья жениха предоставляет семье невесты «твёрдые» предметы: скот, горшки, гонги, ювелирные изделия и драгоценности; также они приносят основную часть приготовленной еды. Семья невесты отплачивает за «мягкими» предметами: тканями, циновками, а также приготовленными водными, безногими и летающими животными. Обмен подарками не прекращается как минимум несколько лет со времени свадьбы. Во время бракосочетания стороны обмениваются рисом, алкогольными напитками и корзинами разных видов.
Кульминацией свадебной церемонии является жертвоприношение буйвола (одного или нескольких).
У кату существовал развод, в частности, он был возможен при супружеской неверности при определённых обстоятельствах. Дети после развода всегда оставались с отцом. Инцест и гомосексуальные отношения порицались, но строго за них не наказывали.

### Беременность и воспитание детей
Женщины-кату работали всю беременность вплоть до родов, без послаблений. После начала схваток женщина входила в статус табу для всех, кроме повитухи, не отходящей от роженицы. Мужчины собирались в гыоле и ждали новостей о ходе родов; если всё проходило удачно, отец ребёнка жертвовал свинью, если же женщина погибала, кату считали, что она превратилась в злого духа, и покидали деревню.
Младших детей носили на спине, дети постарше находились рядом со взрослыми и постепенно изучали различные их обязанности. В 17 лет у мальчиков наступало совершеннолетие и они начинали спать в гыоле с другими охотниками. Физические наказания детей не практиковались.

## Одежда

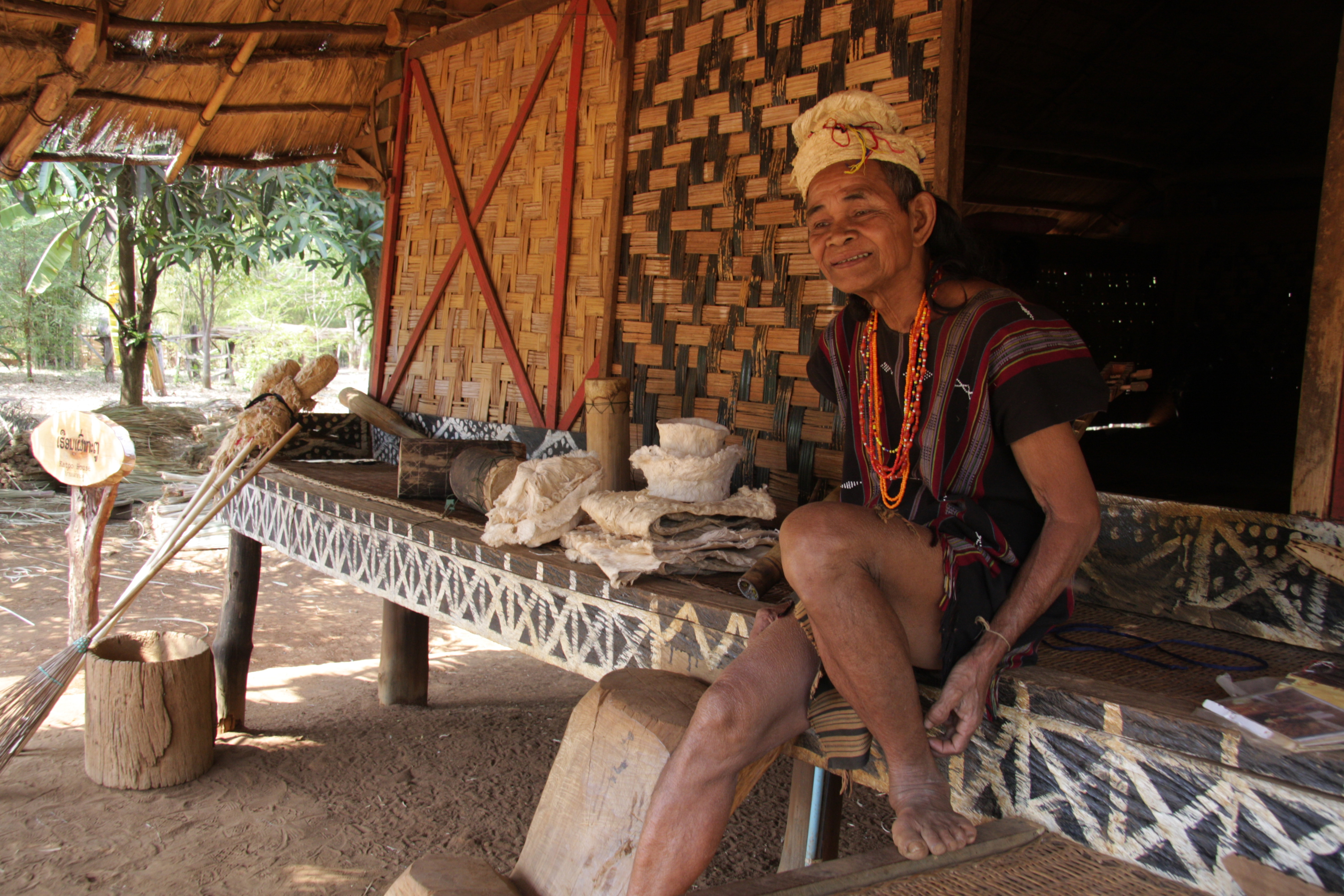
Пожилой мужчина в ожерелье и традиционном костюме

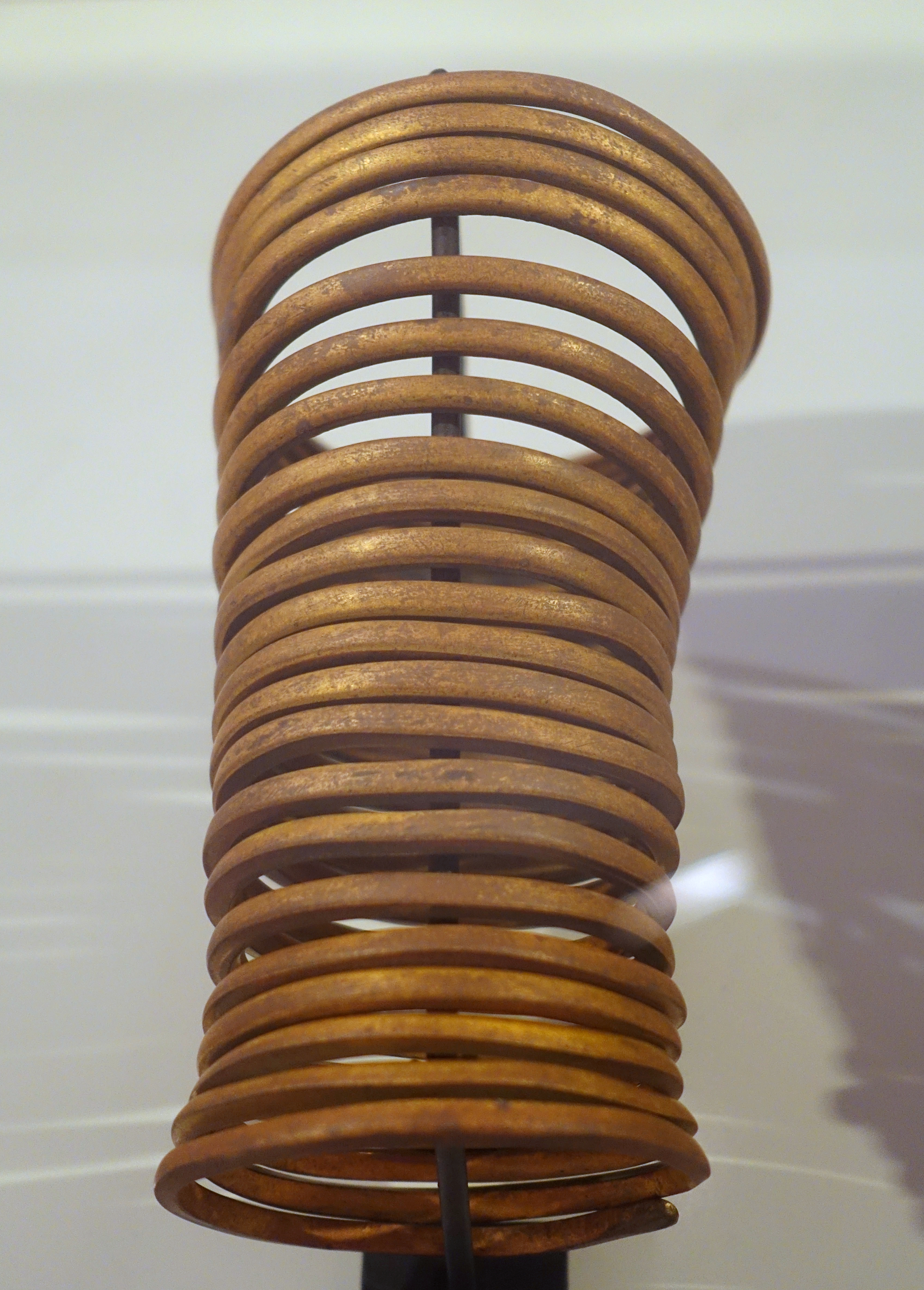
Браслеты 1940-х годов

Костюм кату содержит элементы одежды донгшонской культуры. Мужчины носят набедренные повязки, женщины — цилиндрические юбки и блузки без рукавов. Мужская повязка представляет собой прямоугольный кусок ткани шириной 35—40 см и длиной 1,5—8 м. На праздники мужчины наматывают свисающие концы на грудь крест-накрест, аналогично седангам и банарам. Женщины раньше носили только короткую простую юбку, открывая грудь, а в случае похолодания надевали сверху либо ещё одну юбку, либо рубашку с v-образным вырезом. Позже в некоторых поселениях замужние женщины стали надевать передник, похожий на одежду мыонгских женщин и вьетский йем. Вождь, совершавший жертвоприношение буйвола, надевал особый наряд, на который были нашиты сотни маленьких железных колечек, призванные защитить его.
Кату украшают одежду блестящими предметами вроде стеклянных и оловянных бусин и колечек, подвешиваемых к краю набедренной повязки, и носят бижутерию. Из народов Вьетнама только кату и таой нашивают на свои одежды оловянные украшения. В XXI веке как более дорогие оловянные, так и стеклянные бусины заменил пластик.
Катуйские причёски часто повторяют причёски, изображённые на донгшонских барабанах: они либо носят чёлку, либо укладывают длинные волосы в пучок на затылке, который поддерживает бронзовый гребень, заострённая палочка из бамбука, игла дикобраза или свиной клык. Для производства клыков нужного размера боровам ампутировали верхние клыки, и женщины несколько лет кормили их мелко молотой пищей; многие животные погибали ещё до того, как их нижние клыки достигнут нужного размера. Выращивание свиней для украшений прекратилось в 1950-х под влиянием коммунистов.
И мужчины, и женщины в качестве головного убора используют узкие хлопковые, бамбуковые или травяные повязки. Полосками бамбука молодые мужчины и женщины украшают свою голову во время исполнения ритуалов; ранее такие своеобразные короны изготавливали из птичьих перьев. На праздники мужчины надевают хлопковые повязки и втыкают перья в волосы.
В обычаях кату обильно украшать тело, в том числе татуировками. Они носили и продолжают носить различные браслеты и бусы (стеклянные, каменные, агатовые, глиняные…). В прошлом женщины-кату носили на руках длинные спиральные браслеты из бронзовой проволоки, аналогичные тем, что носили на шее женщины-палаунг и на голенях женщины-мнонги.
Распространённый мотив для татуировок — лягушкообразная «танцовщица», (кату paɗiil jaja), которую мужчины и женщины наносят на лоб и руки; этот же мотив встречается на домовых столбах и деревенских воротах. Другие популярные мотивы — два солнца на губах, пунктирная линия из точек, идущая от уха до уха над выщипанными бровями, свастика, вписанная в круг, змеиная голова и другие.

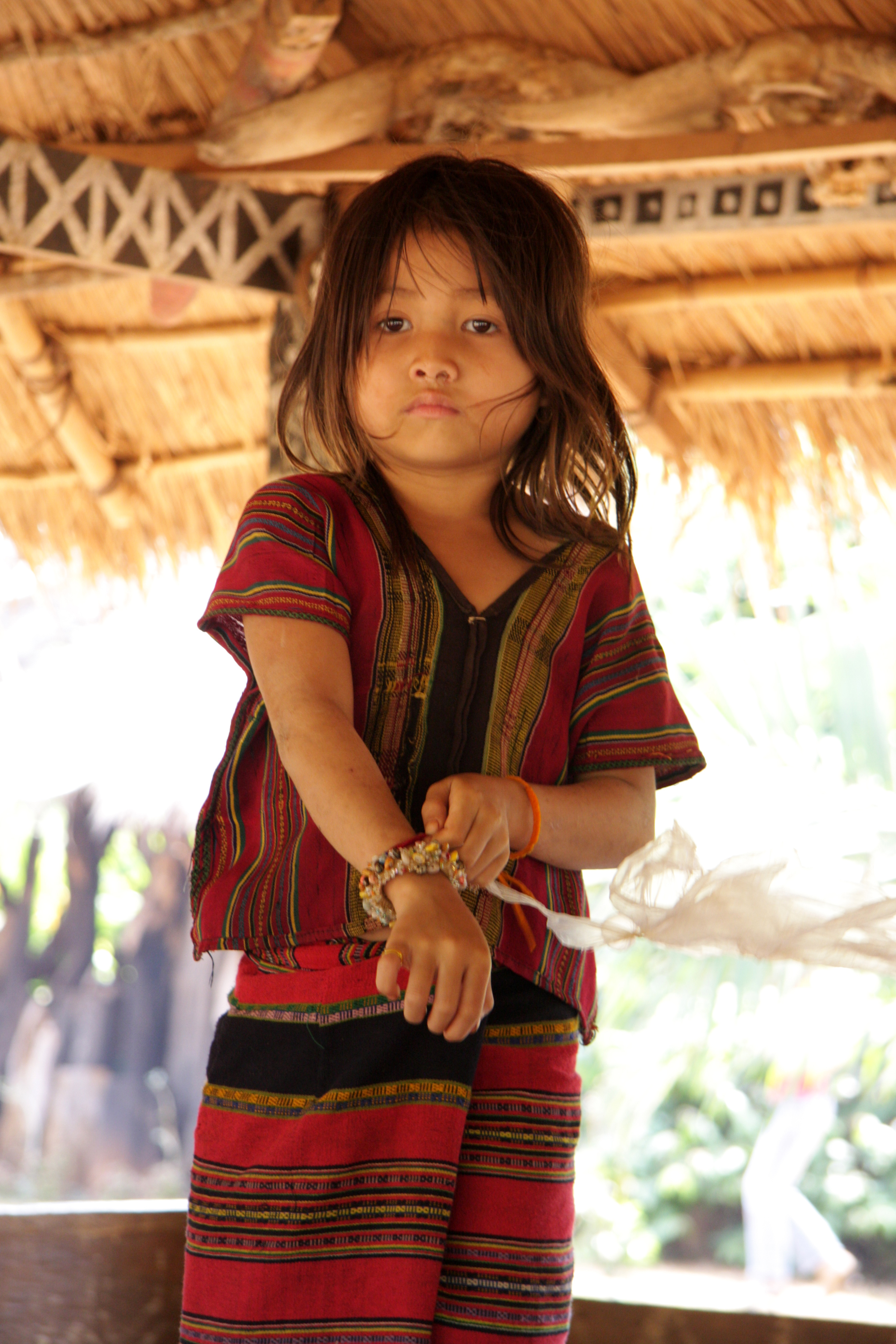
Девочка в традиционном костюме
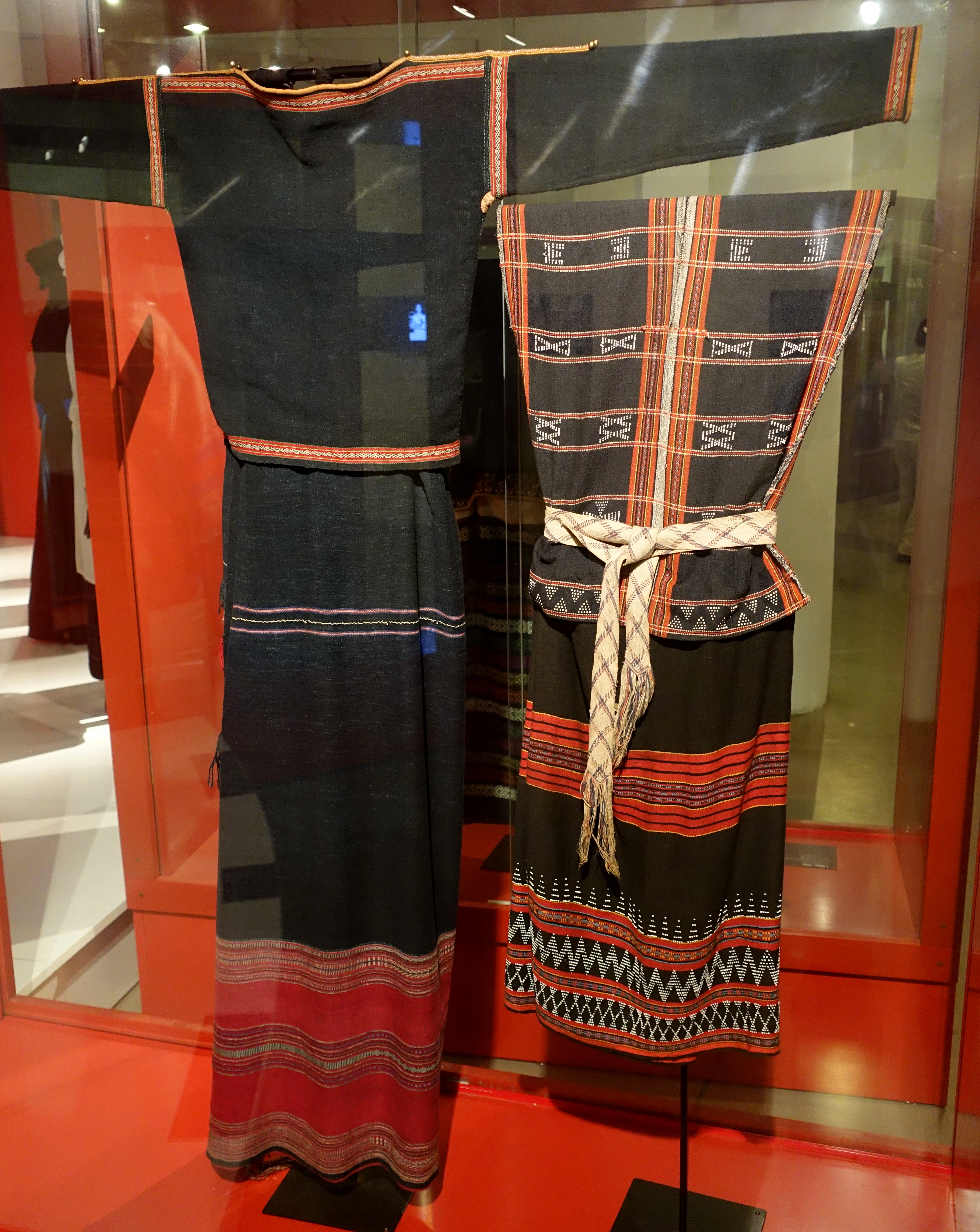
Женские костюмы: эде (слева) и кату (справа)
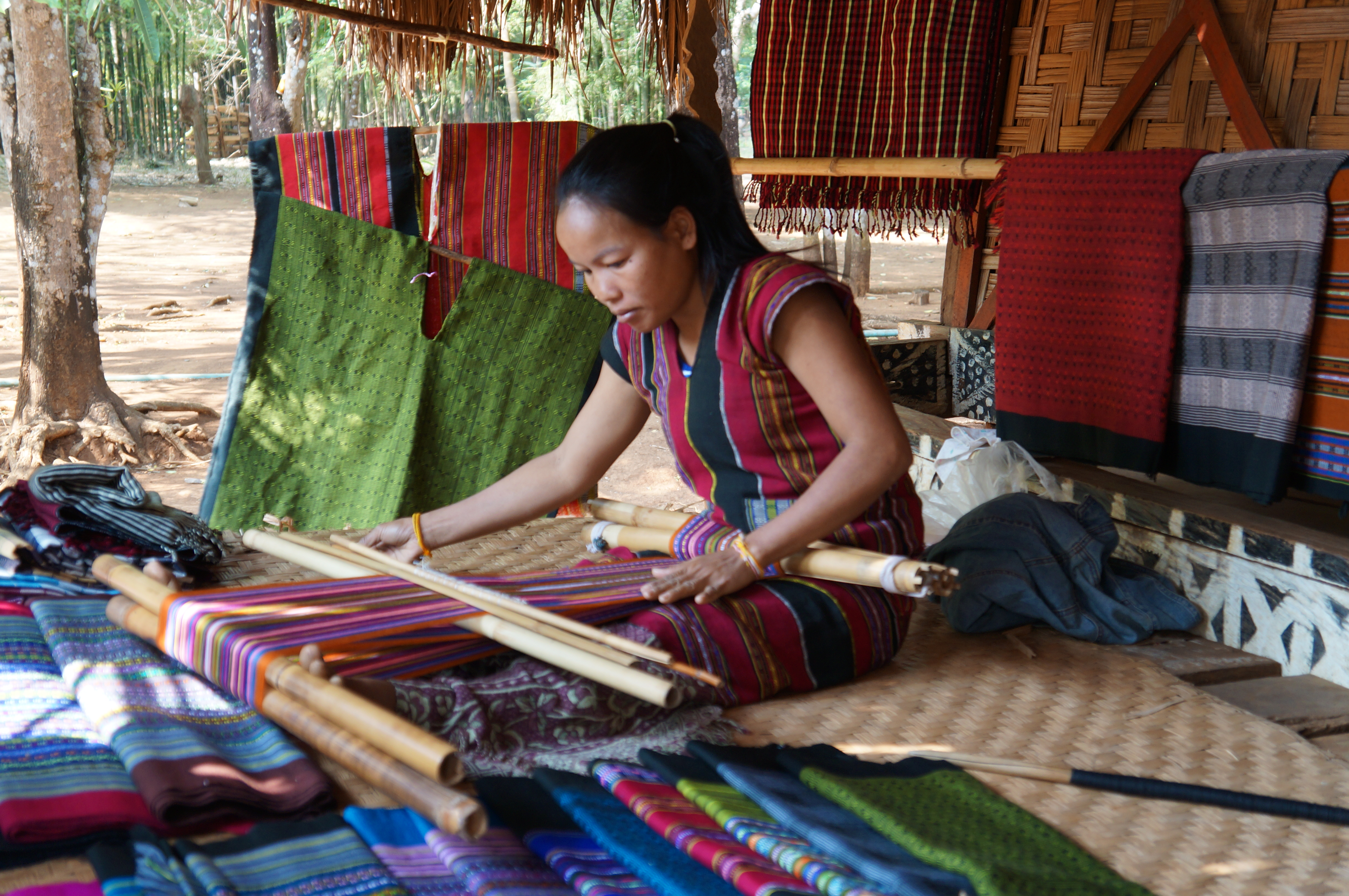
Ткачиха, работающая в гыоле

## Искусство
Для кату очень важна музыка, сопровождающая повседневные действия. В целом их мелодии можно охарактеризовать как монотонные, их исполняют под аккомпанемент флейты и барабанов. Кату своеобразно рифмуют слова в песнях: последнее слово одной строки должно рифмоваться со вторым или третьим словом другой. При этом некоторые жанры, к примеру, песня при встрече, pronoch, исполняются без рифмы. Куплеты часто повторяются, и одну песню могут исполнять часами. Известных певцов приглашают на торжества в соседние деревни, быть популярным исполнителем очень почётно; из-за патриархальной организации общества певцами в основном являются мужчины. В награду певцу дают отведать лучшего вина.
Танцы отличаются у разных полов: женщины танцуют, вращаясь вокруг своей оси, подняв руки вверх и покачивая бёдрами, а мужчины — прыгая и потрясая оружием. Вьетнамские хореографы создали популярный современный танец на основе катуйского женского.
Широко распространена резьба по дереву. Кату используют множество орнаментов, два из них — «цветок» alom и «лист саговой пальмы» atut — встречаются особенно часто. Очень популярен образ питона, с которым кату сравнивают себя. Ранее кату создавали много деревянных статуй, в XX веке эта традиция была почти утрачена среди вьетнамских кату, статуи остались только в затерянных в лесах деревнях на границес Лаосом. Кату также создавали резные маски, подвешиваемые на стены гыола; смысл этого действия был тщательно охраняемым секретом. Под крышей укрепляют украшенные черепа добытых на охоте животных. Вероятно ранее в гыоле подвешивали и человеческие головы, аналогичные традиции существовали у различных народов региона.

## Религия

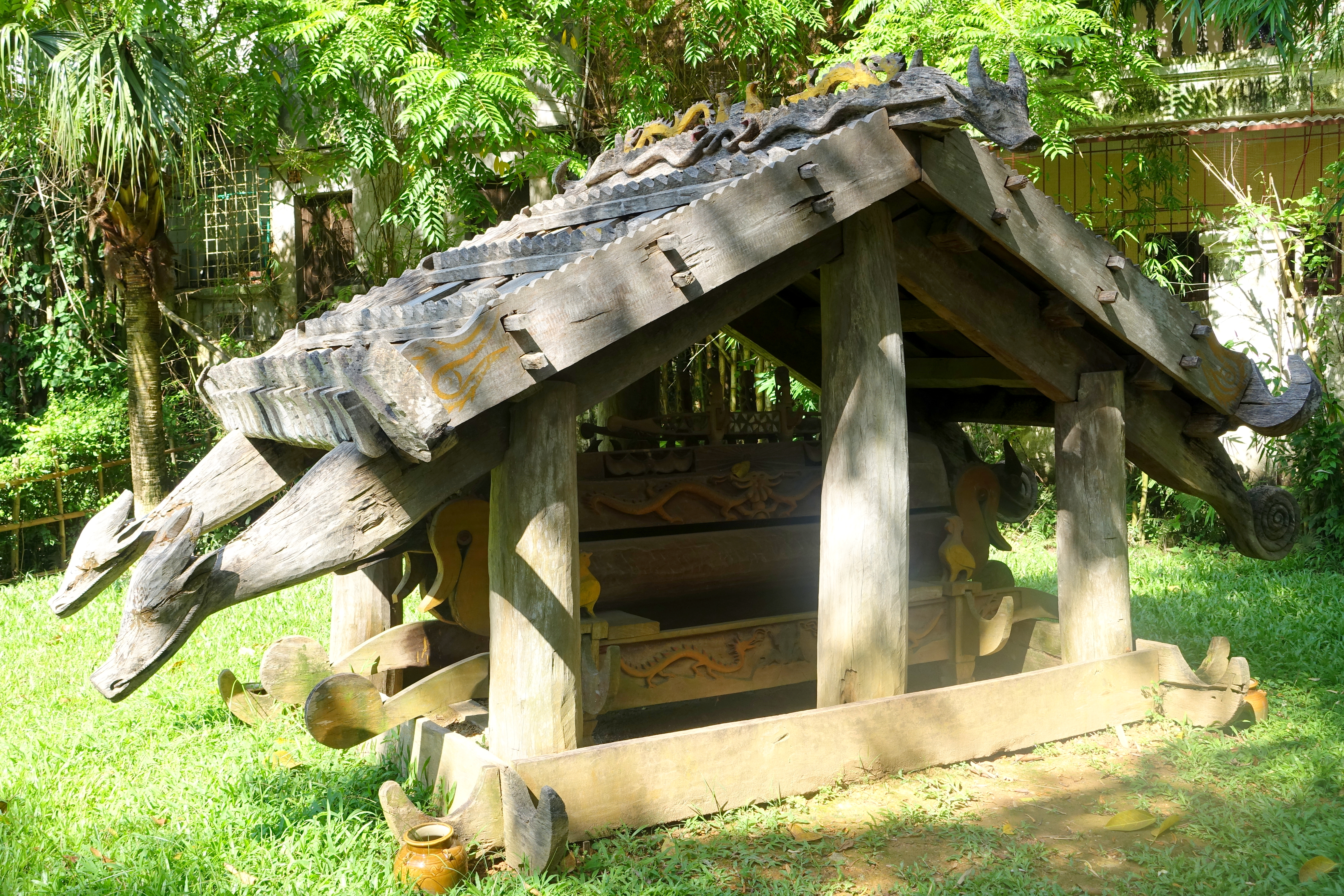
Могила кату

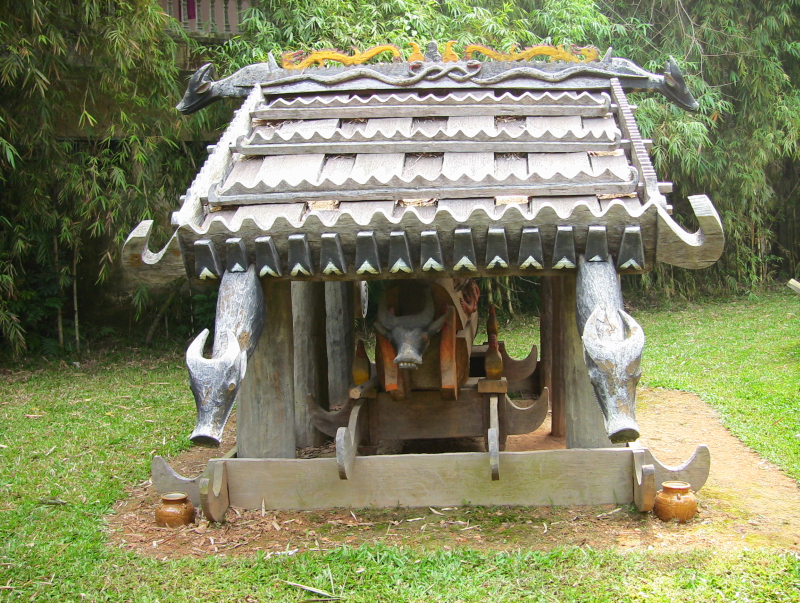
Могила, вид сбоку

Суровые условия жизни привели к тому, что у кату появилось множество ритуалов и обычаев, с помощью которых они старались приспособиться к такому существованию. Они в основном придерживаются традиционных верований — анимизма, тотемизма. Духи, по их поверьям, населяют всё вокруг, а самые могущественные из них — духи земли, неба и леса. Предки также превращаются в духов, защищающих поселение и своих потомков. Взаимодействие с духами и людьми базируется на акте дарения (подношения). Кату носят амулеты и произносят охранные заклинания, чтобы получить благоволение духов.
У кату имеется миф о потопе и миф о собачьем предке, который спасся от потопа вместе с единственной женщиной. Согласно преданию, сперва женщина не хотела выходить замуж за собаку-предка, и потребовала от него принести огонь с вершины горы, что он сделал с третьей попытки, засунув тлеющий уголёк в сосуд из тыквы. Собака-предок фигурирует в мифах многих юго-восточноазиатских народов: у яо, пако, бру, зе-ченгов и других. При этом лишь некоторые кланы кату воздерживаются от поедания собачатины: аланг и зрам атё (вьет. Alang, Zrâm Acho). Возможно с собачьим предком связана и традиция носить длинные набедренные повязки со свисающими вниз концами. Из-за этой детали костюма вьетнамцы раньше называли кату «аборигенами с хвостами» (mọi có đuôi, мой ко дуой). Собаки присутствуют в орнаментах и других изображениях; стилизованная собака располагается на центральной колонне многих гыолов.
Кату считают чётные числа счастливыми, особенно они любят шестёрку, которая фигурирует во многих ритуалах: ребёнку дают имя на шестой месяц; в процессе инициации подросткам подпиливают шесть зубов; после смерти члена семьи родственники поддерживают огонь в очаге и носят на могилу подношения шесть дней; после «очень плохой смерти» деревню покидали на шесть месяцев; танцы вокруг жертвенного столба исполняют шесть женщин и шесть мужчин, и так далее.
В начале XX века кату верили в волшебство и уважали странствующих волшебников, продающих заговорённую воду и амулеты. При этом волшебником мог стать любой человек, для этого достаточно было вызвать необычное событие. Французский исследователь Жан Ле Пишон прославился как сильный маг, показав кату действие динамита и заверив, что этим он победил речных духов.
Христианская миссионерская деятельность у кату до долгое время была невозможна, так как кату изгоняли или убивали приходивших к ним проповедников. В 1941 году была основана евангелистская миссия Альянса христиан и миссионеров.

### Жертвоприношения
Духов можно задобрить заранее, преподнося им в жертву животных, а также пищу и ткани. В случае, если злые духи оказывались рассержены на жителей деревни и устраивали неурожай, болезни и смерти, им приносят дополнительные жертвы; ранее, в случае, если ничего не помогало, им преподносили кровь буйвола или человеческую. Для добывания человеческой крови верховный старейшина объявлял кровавую охоту или охоту за головами (голова считалась средоточием духовных сил, и, принося новую голову в деревню, воины укрепляли её совокупную силу). Во время охотя за головами целью было пролитие как можно большего количества крови, а так как воровство у кату считалось осквернением, забирать себе вещи жертвы запрещалось. Другой причиной для охоты на людей была месть за убийство соплеменников. Позже человеческие жертвоприношения заменили на буйволиные. Помимо этого, буйвола забивают на свадьбу и похороны, а также во время ежегодного праздника, посвящённого духу-хранителю деревни.
Коза считается идеальной жертвой для духов леса, а кур убивают на каждой церемонии, так как по лапке сваренной специально по этому случаю курицы пытаются предсказать реакцию духов на любое более-менее важное начинание. Полное подношение на празднества выглядит следующим образом. Сначала забивают и варят курицу, по её лапкам гадают, а собранную кровь подносят духам вместе со свежеприготовленным молодым рисом и вином, по возможности — также с мясом крысы и рыбой. После этого забивают свинью, её кровь также собирают в сосуд, а тушу варят, затем отделяют голову, хвост, конечности и внутренности, которые также подают духам.

#### Жертвоприношение буйвола
Жертвоприношение буйвола считается богатым подношением; иметь буйвола, горшки или гонги в собственности ранее означало быть состоятельным человеком. Буйволов, коров и свиней держат в основном именно для крупных жертвоприношений: на свадьбу и похороны, в случае болезней и для других крупных ритуалов. Во время жертвоприношения буйвола все жители деревни наряжаются в лучшие одежды; женщины надевают вышитые бусинами юбки, серебряные украшения, стеклянные и каменные бусы; мужчины облачаются в набедренные повязки, концы которых перекрещивают на груди; во Вьетнаме старики наряжаются в шёлковые одежды, похожие на наряд вьетнамских правителей, и в военную форму.
Порядок действий при этом зависит от того, каких духов собираются окормить, добрых или злых. Буйвола, предназначенного для добрых духов, жертвовуют в праздничной атмосфере, с песнями и танцами. После произнесения благодарственных речей, упрашивающих буйвола простить людей, молодой мужчина убивает животное одним точным ударом в сердце. Если же животное предназначалось для злых духов, его долго били копьём и мучили.
После того, как буйвола убили, от его туши отрезают кусок (или хвост) и подбрасывают к столбу: считается, что если удалось забросить подношение на столб, то духи благоволят начинанию. Для духов при этом установлен отдельный небольшой алтарь с едой, напитками и тканями; также ткани украшают гыол.
В XXI веке буйвола всё чаще заменяет корова.

### Культ смерти
Развит культ предков. Важнейшую роль для кату вплоть до XX века играл культ смерти, и для кату было важнее «достойно» умереть, чем праведно жить. Похоронные практики отличаются в зависимости от того, умер ли человек «хорошей» (естественной) или «плохой» смертью (от травмы, укуса змеи, в родах). Кату верят в то, что у каждого человека есть две души: плохая и хорошая, и после смерти выживает только одна из них. К смерти люди готовятся заранее, богато украшенный гроб, вырезанный из ствола дерева, может лежать под амбаром для риса годами.
Умершего «хорошей» смертью относят в лес и оставляют вместе с любимой им едой и вещами в открытом гробу, из которого должна выбраться его «хорошая» душа. Через один-два года останки мыли и перезахороняли в деревянный резной гроб, который помещали в богато украшенную семейную могилу. Оба конца гроба венчают две головы: буйвола и птицы; реже — оленя и петуха. Могилы кату располагаются к западу от деревни, они отражают статус семьи и характеры её членов. Декор на могилах симметричен относительно центральной оси каждой стены, на западной стороне вырезали изображения женщин и кур, а на восточной — мужчин и буйволов. Иногда украшения повествуют о какой-то особенности одного из умерших: для охотника вырезали сцену охоты, для любителя музыки — гонги и барабаны. Считается, что, если о покойном помнят и молятся ему, а также оставляют подношения, то он превратится в доброе божество.
Умершего «плохой» смертью спешно закапывают в тёмном месте в джунглях, стараясь накидать сверху как можно больше тяжёлой земли, чтобы «злая» душа не выбралась из могилы. Если такая смерть произошла в деревне, её покидают, не собирая урожай и предварительно умерщвляя всех животных, которые принадлежали семье покойного. Если в амбаре оставалось зерно, его выбрасывают, после чего обращаются к жителям соседних деревень за рисом для еды и посева.

### Культ риса
В мифах растущий рис часто сравнивают с младенцем. Кату считают, что у риса есть душа, «Бабушка риса» (ayech avi). С ней связан ритуал сбора урожая: последние несколько несжатых растений, в которых, как считается, душа и содержится, старшая женщина сжинает как обычно, а самое последнее срезает у корня и кладёт сверху собранного риса. Она проводит этот ритуал одна, при этом требуется использовать определённую корзину и обойти все принадлежащие семье поля в один день. Судя по всему, рис называют «бабушкой» фигурально, как главу женской части рода.
Все важные этапы сухой культивации риса сопровождаются ритуалами; относительно новые сельскохозяйственные практики — выращивание маниока, кукурузы, пшена и влажное рисоводство — не встроилось в религиозную систему и проведения особых церемоний не требует. Каждая семья проводит свои ритуалы независимо, но из-за того, что они привязаны к времени года и требуют согласия старейшин, фактически они ведутся по всему поселению примерно в одно время.
Рис, отложенный для сева, хранят вдали от дома, к нему запрещено приближаться больным, мужчинам, детям и посетителям: считается, что они могут испортить «душу риса». Также отдельно хранят корзину с рисом из последних колосьев, его можно употреблять в пищу только членам семьи; срезанные целиком растения втыкают в корзину вертикально.